# Liste der Biografien/Wald
Liste der Biografien |
Portal Biografien |
Personensuche
# |
A |
B |
C |
D |
E |
F |
G |
H |
I |
J |
K |
L |
M |
N |
O |
P |
Q |
R |
S |
T |
U |
V |
W |
X |
Y |
Z |
?
 
Wa |
Wc |
Wd |
We |
Wh |
Wi |
Wj |
Wl |
Wn |
Wo |
Wr |
Ws |
Wt |
Wu |
Ww |
Wy |
Wz
 
Waa |
Wab |
Wac |
Wad |
Wae |
Waf |
Wag |
Wah |
Wai |
Waj |
Wak |
Wal |
Wam |
Wan |
Wao |
Wap |
Waq |
War |
Was |
Wat |
Wau |
Wav |
Waw |
Wax |
Way |
Waz
 
Wala |
Walb |
Walc |
Wald |
Wale |
Walf |
Walg |
Walh |
Wali |
Walj |
Walk |
Wall |
Walm |
Waln |
Walo |
Walp |
Walq |
Walr |
Wals |
Walt |
Walu |
Walw |
Waly |
Walz
Die Liste der Biografien führt alle Personen auf, die in der deutschsprachigen Wikipedia einen Artikel haben. Dieses ist eine Teilliste mit 660 Einträgen von Personen, deren Namen mit den Buchstaben „Wald“ beginnt.

## Wald
- Wald, Abraham (1902–1950), rumänisch-US-amerikanischer MathematikerAbraham Wald (1902–1950)

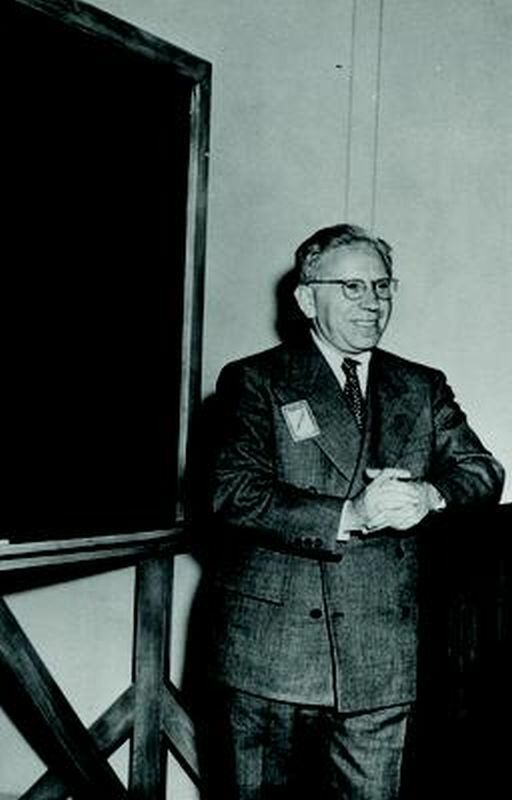
Abraham Wald (1902–1950)

- Wald, Anja (* 1971), deutsche Juristin, Richterin am Bundesfinanzhof
- Wald, Berthold (* 1952), deutscher Philosoph und Hochschullehrer
- Wald, Charles F. (* 1948), US-amerikanischer General (US Air Force)
- Wald, Christina (* 1976), deutsche Anglistin- und Literaturwissenschaftlerin
- Wald, Daniel (* 1982), deutscher Politiker (AfD), MdL
- Wald, Eduard (1905–1978), deutscher Politiker (KPD) und Gewerkschafter
- Wald, Elijah (* 1959), US-amerikanischer Gitarrist und Musikwissenschaftler
- Wald, František (1861–1930), tschechoslowakischer Chemiker
- Wald, George (1906–1997), US-amerikanischer Physiologe und Nobelpreisträger
- Wald, Herman (1906–1970), südafrikanischer Bildhauer
- Wald, Hubertus (1913–2005), deutscher Kaufmann, Mäzen und Stiftungsgründer
- Wald, Jakob (1860–1903), österreichischer Bildhauer
- Wald, Jerry (1911–1962), US-amerikanischer Filmproduzent
- Wald, Jerry (1918–1973), US-amerikanischer Klarinettist und Bandleader
- Wald, Johannes (* 1980), deutscher Bildhauer
- Wald, Karl (1916–2011), deutscher FußballschiedsrichterKarl Wald (1916–2011)

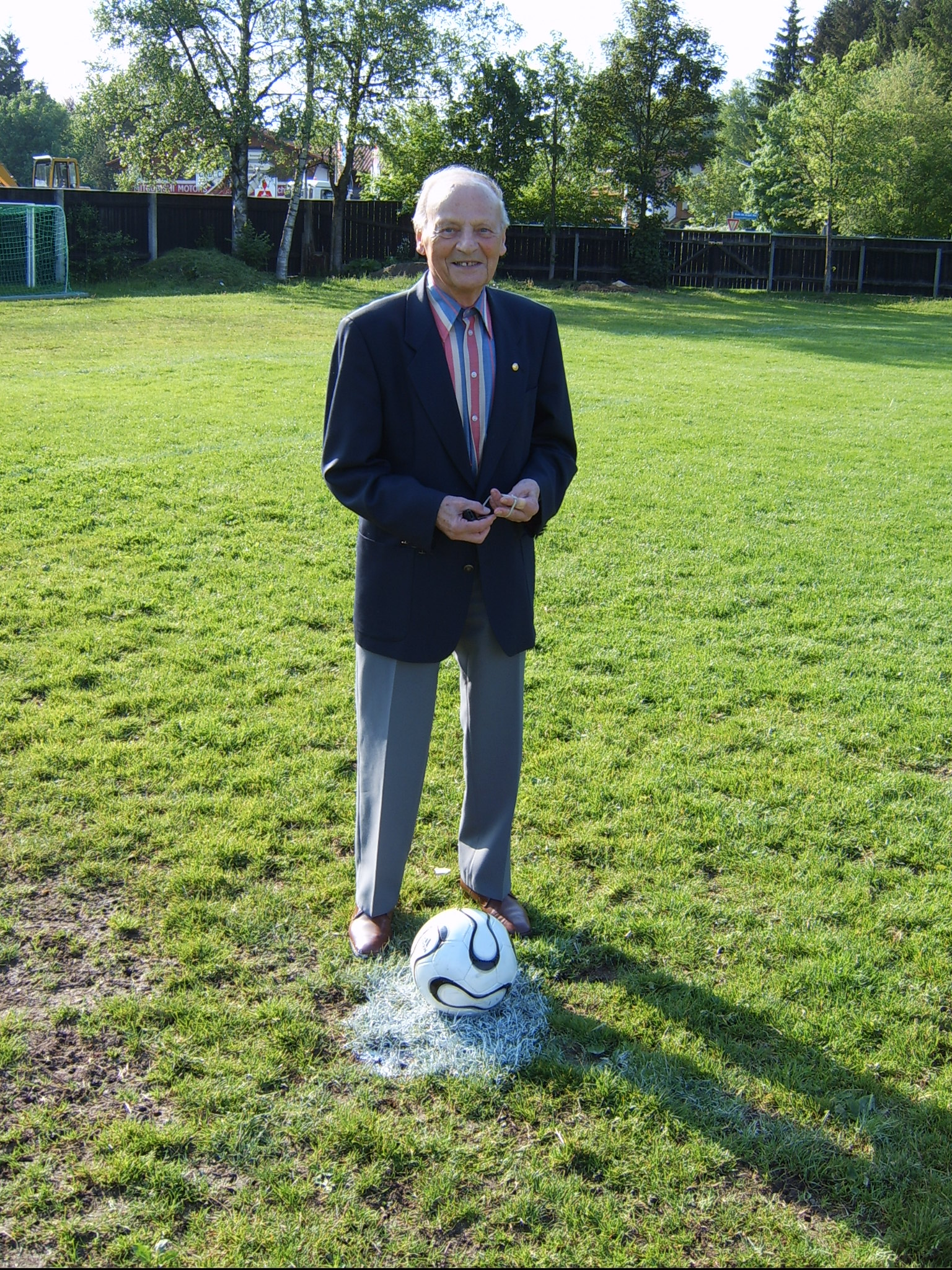
Karl Wald (1916–2011)

- Wald, Lillian (1867–1940), US-amerikanische Krankenschwester und Sozialaktivistin
- Wald, Lucia (1923–2018), rumänische Linguistin, Altphilologin und Romanistin
- Wald, Malvin (1917–2008), US-amerikanischer Drehbuchautor
- Wald, Peter (1883–1954), deutscher Architekt
- Wald, Renate (1922–2004), deutsche Soziologin und Hochschullehrerin
- Wald, Robert (* 1947), US-amerikanischer Physiker
- Wald, Samuel Gottlieb (1762–1828), deutscher lutherischer Theologe
- Wald, Siegfried, deutscher Schauspieler und Hörspielsprecher
- Wald, Stephan (* 1951), deutscher Kabarettist, Schauspieler und Stimmenimitator
- Wald, Tobias (* 1973), deutscher Politiker (CDU), MdL
- Wald-Fuhrmann, Melanie (* 1979), deutsche Musikwissenschaftlerin und Hochschullehrerin

### Walda
- Walda Giyorgis, äthiopischer Kaiser
- Walda, Dorothea (1931–2016), deutsche Schauspielerin
- Waldach, Brigitte (* 1966), deutsche bildende Künstlerin
- Waldapfel, Willy (1883–1965), deutscher Maler und Grafiker
- Waldau, Ernst (1904–1982), deutscher Theaterleiter und Schauspieler
- Waldau, Georg Ernst (1745–1817), deutscher evangelischer Theologe und Kirchenhistoriker
- Waldau, Grete (1868–1951), deutsche Architekturmalerin
- Waldau, Gustav (1871–1958), deutscher Theater- und FilmschauspielerGustav Waldau (1871–1958)

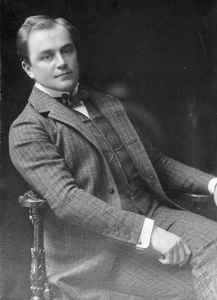
Gustav Waldau (1871–1958)

- Waldau, Harry (1876–1943), deutscher Pianist, Komponist und Textdichter
- Waldau, Max (1825–1855), deutscher Schriftsteller
- Waldau, Theodor (1881–1942), Schriftsteller und Journalist
- Waldauf, Florian († 1510), Tiroler Ritter

### Waldb
- Waldbach, Johann (1920–1953), deutscher Mitarbeiter des Ministeriums für Staatssicherheit der DDR und ein Opfer des Volksaufstandes vom 17. Juni 1953
- Waldbauer, Cameron, Spezialeffektkünstler
- Waldbauer, Imre (1892–1952), ungarischer Geiger und Musikpädagoge
- Waldberg, Isabelle (1911–1990), Schweizer Bildhauerin
- Waldberg, Max von (1858–1938), deutscher Literaturwissenschaftler und Professor in Heidelberg
- Waldberg, Patrick (1913–1985), US-amerikanischer Kunsthistoriker und Schriftsteller
- Waldbert von Hildesheim († 919), Bischof von Hildesheim
- Waldbott von Bassenheim, Alexander Johannes Franziskus Ignatius (1667–1715), deutscher Adeliger und Domherr
- Waldbott von Bassenheim, Franz Emmerich Kaspar (1626–1683), Bischof des Bistums Worms
- Waldbott von Bassenheim, Franz Karl von (1760–1804), Domherr in Münster und Hildesheim
- Waldbott von Bassenheim, Friedrich (1779–1830), deutscher Reichsrat in Bayern, Standesherr und Abgeordneter
- Waldbott von Bassenheim, Hugo (1820–1895), deutscher Adeliger
- Waldbott von Bassenheim, Rudolf (1731–1805), Burggraf von Friedberg, Statthalter von Worms, Amtmann von Oppenheim
- Waldbott von Bassenheim-Bornheim, Clemens August (1803–1872), deutscher Adeliger
- Waldbrunn, Ernst (1907–1977), österreichischer Schauspieler und KabarettistErnst Waldbrunn (1907–1977)

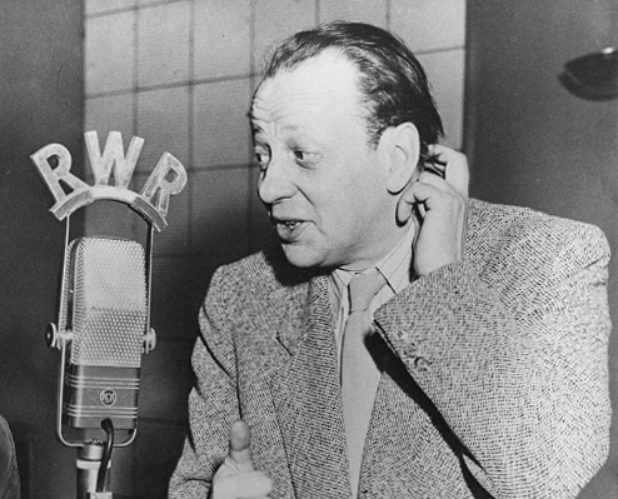
Ernst Waldbrunn (1907–1977)

- Waldbrunner, Karl (1906–1980), österreichischer Politiker (SPÖ)
- Waldburg zu Wolfegg und Waldsee, Franz von (1833–1906), deutscher Adliger
- Waldburg zu Zeil und Trauchburg, Erich von (* 1962), deutscher Unternehmer und Großgrundbesitzer, Chef des Hauses Waldburg-Zeil
- Waldburg zu Zeil und Trauchburg, Georg von (1928–2015), deutscher Verleger und Großgrundbesitzer, Chef des Hauses Waldburg
- Waldburg zu Zeil und Trauchburg, Sigmund Christoph von (1754–1814), Bischof von Chiemsee, Generalvikar, Koadjutor und Administrator der Erzdiözese Salzburg
- Waldburg zu Zeil und Wurzach, Eberhard I. von (1730–1807), deutscher Standesherr
- Waldburg zu Zeil und Wurzach, Eberhard II. von (1828–1903), deutscher Standesherr
- Waldburg zu Zeil und Wurzach, Karl von (1825–1907), deutscher Standesherr
- Waldburg zu Zeil und Wurzach, Leopold von (1795–1861), deutscher Standesherr
- Waldburg, Georg III. von (1488–1531), deutscher HeerführerGeorg III. von Waldburg (1488–1531)

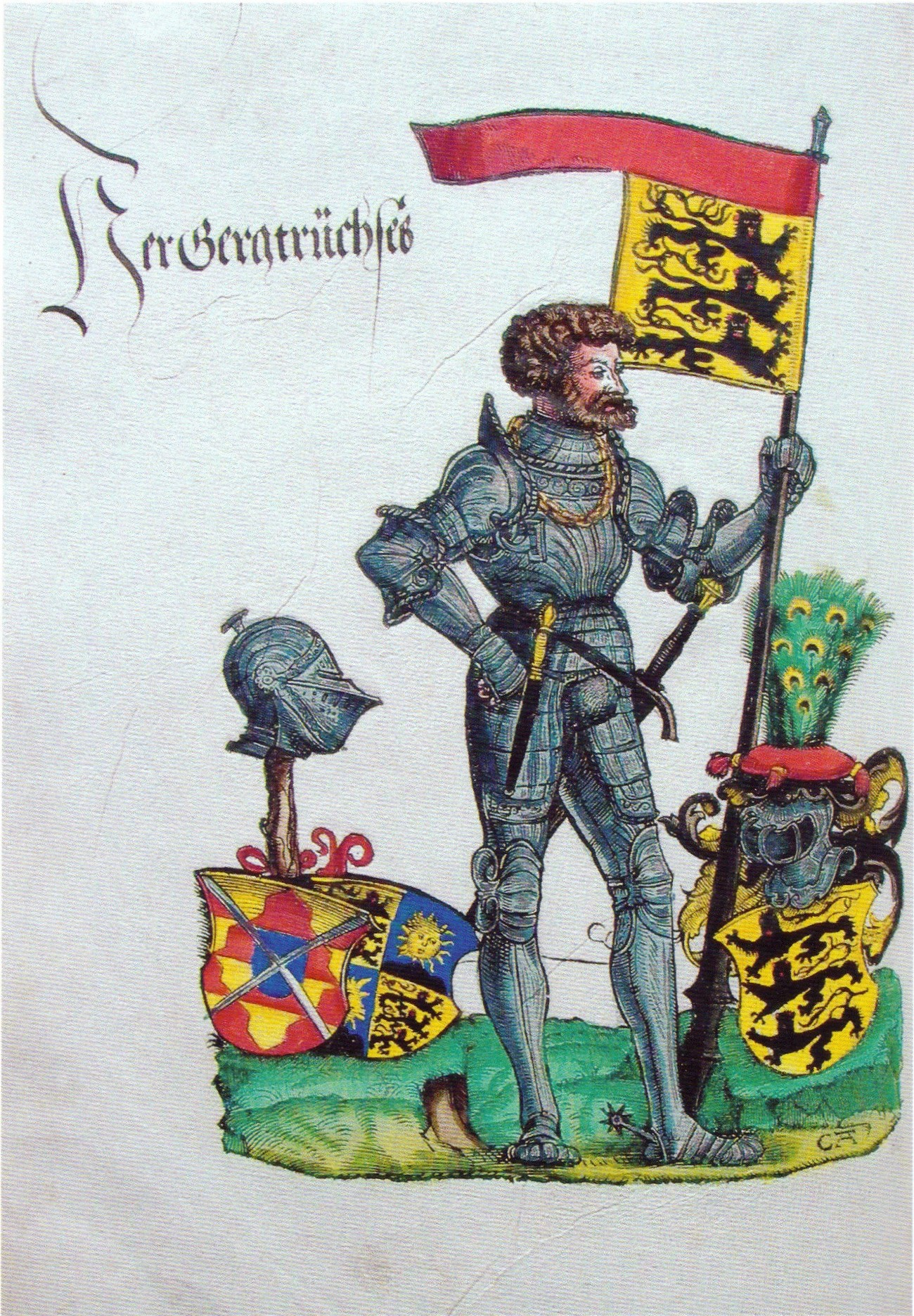
Georg III. von Waldburg (1488–1531)

- Waldburg, Hans Rudolf (1888–1952), österreichisch-deutscher Opernsänger, Schauspieler und Opernregisseur
- Waldburg, Karl Heinrich zu (1686–1721), preußischer Beamter
- Waldburg, Katharina Truchsess von, Schweizer Äbtissin im Kloster Königsfelden
- Waldburg, Marie (* 1948), deutsche Journalistin und Gesellschaftskolumnistin
- Waldburg, Otto von (1514–1573), Bischof von Augsburg
- Waldburg, Wolfgang Christoph Truchsess von (1643–1688), kurbrandenburgischer Generalmajor
- Waldburg-Friedberg und Trauchburg, Franz Karl Eusebius von (1701–1772), Fürstbischof von Chiemsee
- Waldburg-Sonnenberg, Johann von († 1510), deutscher Adliger
- Waldburg-Syrgenstein, Sophie von (1857–1924), deutsche Lyrikerin
- Waldburg-Wolfegg, Johann von (1598–1644), Fürstbischof von Konstanz (1628–1644)
- Waldburg-Wolfegg, Maximilian Willibald von (1604–1667), deutscher Graf, Statthalter, Soldat und Diplomat
- Waldburg-Wolfegg-Waldsee, Franz Ludwig von (1892–1989), deutscher Adliger
- Waldburg-Wolfegg-Waldsee, Friedrich von (1808–1871), deutscher Adliger
- Waldburg-Wolfegg-Waldsee, Friedrich von (1861–1895), deutscher Adliger
- Waldburg-Wolfegg-Waldsee, Joseph Anton von (1766–1833), deutscher Adliger
- Waldburg-Wolfegg-Waldsee, Maximilian von (1863–1950), deutscher Adliger
- Waldburg-Zeil, Alois Graf von (1933–2014), deutscher Politiker (CDU), MdBAlois Graf von Waldburg-Zeil (1933–2014)

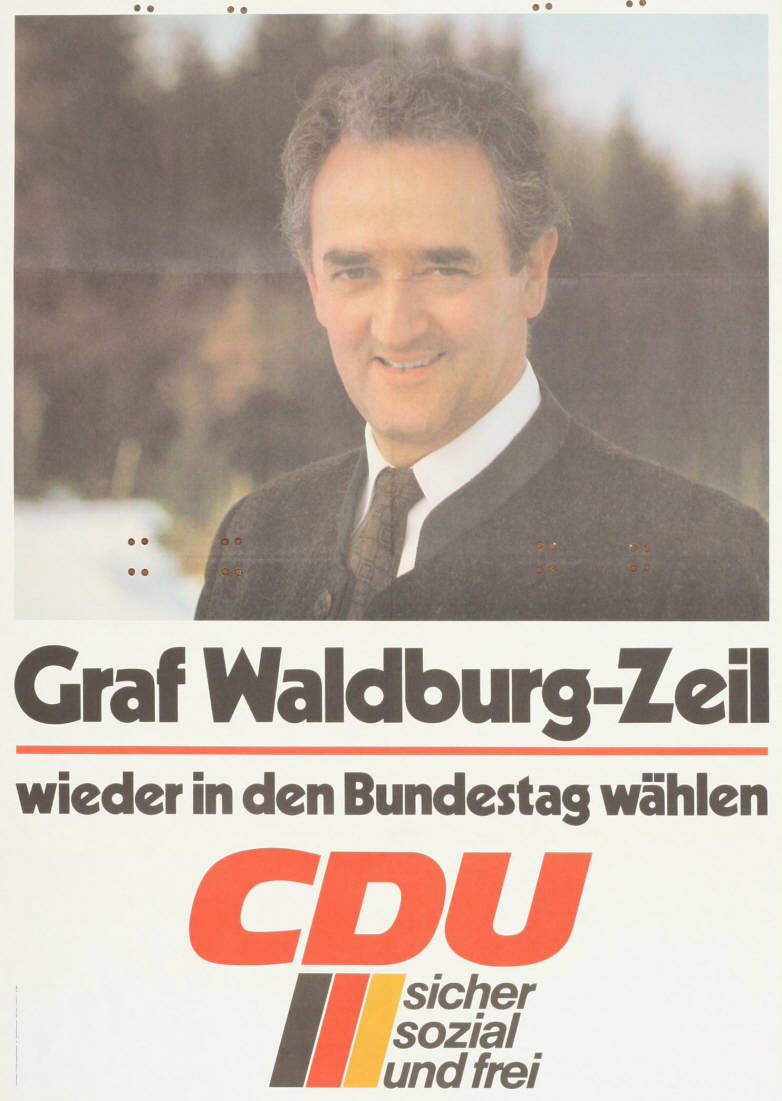
Alois Graf von Waldburg-Zeil (1933–2014)

- Waldburg-Zeil, Clemens Graf von (* 1960), deutscher Unternehmer
- Waldburg-Zeil, Constantin von (1807–1862), deutscher Adliger und Mitglied der Frankfurter Nationalversammlung
- Waldburg-Zeil, Constantin von (1839–1905), deutscher Politiker (Zentrum), MdR
- Waldburg-Zeil, Erich von (1899–1953), deutscher Unternehmer und Großgrundbesitzer
- Waldburg-Zeil, Ferdinand Christoph von (1719–1786), Fürstbischof von Chiemsee
- Waldburg-Zeil, Franz von (1778–1845), deutscher Adliger
- Waldburg-Zeil, Georg Ferdinand von (1823–1866), deutscher Adeliger und Ordensgeistlicher, überregionaler Volksprediger
- Waldburg-Zeil, Georg von (1867–1918), deutscher Adliger
- Waldburg-Zeil, Karl von (1841–1890), deutscher Offizier und Naturforscher
- Waldburg-Zeil, Maximilian von (1750–1818), deutscher Adliger
- Waldburg-Zeil, Wilhelm von (1835–1906), deutscher Politiker, MdR
- Waldburg-Zeil-Lustenau-Hohenems, Clemens von (1753–1817), deutscher Adliger, Gründer der Linie Waldburg-Zeil-Hohenems
- Waldburg-Zeil-Wurzach, Joseph Karl Truchseß von (1712–1786), Dompropst in Köln
- Waldburg-Zeil-Wurzach, Leopold von (1769–1800), deutscher Standesherr
- Waldburg-Zeil-Wurzach, Maria Franziska von (1630–1693), Äbtissin des Damenstifts Buchau
- Waldburger, Cédric (* 1988), Schweizer Unternehmer und Vertreter eines minimalen Lebensstils
- Waldburger, Ernst (1875–1954), Schweizer Bankier
- Waldburger, Hans, österreichischer Bildhauer
- Waldburger, Johannes (1903–1984), Schweizer Zimmermann und Architekt
- Waldburger, Ruth (* 1951), Schweizer Filmproduzentin
- Waldbüßer, Armin (* 1960), deutscher Politiker (Bündnis 90/Die Grünen), MdL
- Waldbüßer, Indra (* 1980), deutsche Boulespielerin
- Waldby, Robert († 1397), englischer Geistlicher, Bischof von Aire und Chichester, Erzbischof von Dublin und York

### Walde
- Walde, Alfons (1891–1958), österreichischer Maler und ArchitektAlfons Walde (1891–1958)

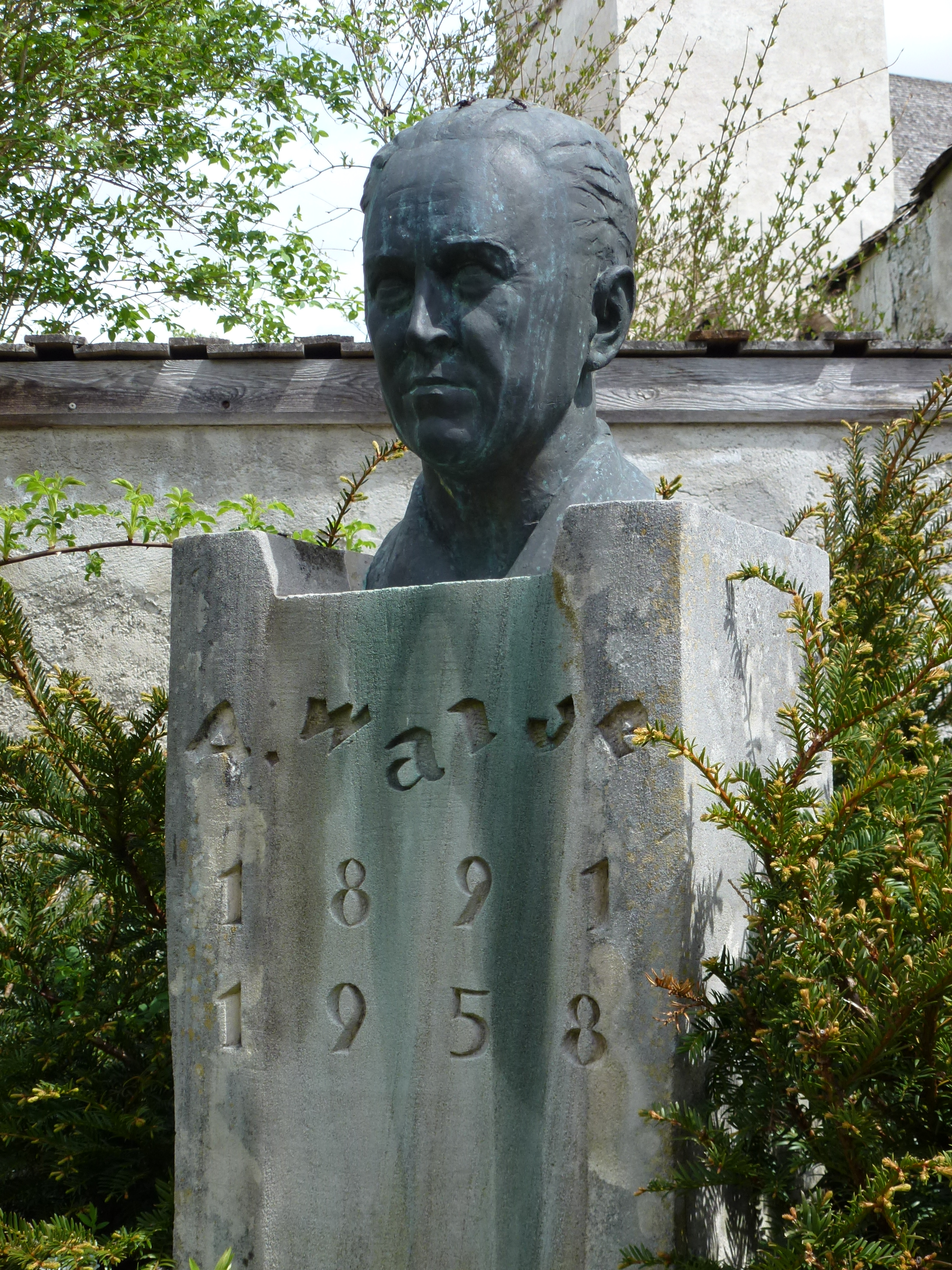
Alfons Walde (1891–1958)

- Walde, Alois (1869–1924), österreichischer Sprachwissenschaftler
- Walde, Bernhard (1886–1938), deutscher katholischer Theologe und Alttestamentler
- Walde, Christian Hermann (1855–1906), deutscher Holzschnitzer, Bildhauer und Fachbuchautor
- Walde, Christine (* 1960), deutsche Altphilologin und Hochschullehrerin
- Walde, Detlef (* 1945), deutscher Geologe sowie Paläontologe
- Walde, Eberhard (1949–2011), deutscher Politiker (Bündnis 90/Die Grünen)
- Walde, Elisabeth (* 1940), österreichische Klassische und Provinzialrömische Archäologin
- Walde, Hans-Joachim (1942–2013), deutscher Leichtathlet und Olympiamedaillengewinner
- Walde, Ingo (* 1941), österreichischer Veterinärmediziner
- Walde, Janette (* 1968), österreichische Statistikprofessorin
- Walde, Kurt van der (1915–2003), deutscher Lehrer und Widerstandskämpfer gegen den Nationalsozialismus
- Walde, Martin (* 1951), sorbischer Kulturwissenschaftler
- Walde, Martin (* 1957), österreichischer Konzeptkünstler
- Walde, Martin (* 1987), deutscher Schauspieler
- Walde, Paul (1876–1959), deutscher Organist, Chordirigent und Komponist
- Walde, Peter (* 1945), deutscher Politiker (REP und NPD)
- Wälde, Rainer (* 1961), deutscher Diplomverwaltungswirt, Journalist, Filmproduzent und Autor
- Walde, Thomas (1941–2022), deutscher Journalist und Programmdirektor
- Walde, Thomas (* 1963), deutscher Journalist und Korrespondent
- Walde, Traugott Georg (1834–1897), sächsischer Generalmajor
- Walde, Werner (1926–2010), deutscher Politiker (SED), MdV
- Walde-Berger, Michael (* 1963), österreichischer Schauspieler
- Waldebert von Luxeuil († 670), Heiliger der römisch-katholischen Kirche und Abt des Klosters Luxeuil
- Waldeck und Pyrmont, Emma zu (1858–1934), deutsch-niederländische Regentin der Niederlande und von Luxemburg
- Waldeck und Pyrmont, Hermann zu (1809–1876), preußischer Generalleutnant
- Waldeck und Pyrmont, Josias zu (1896–1967), deutscher Politiker (NSDAP), MdR, SS-Obergruppenführer und General der Waffen-SSJosias zu Waldeck und Pyrmont (1896–1967)

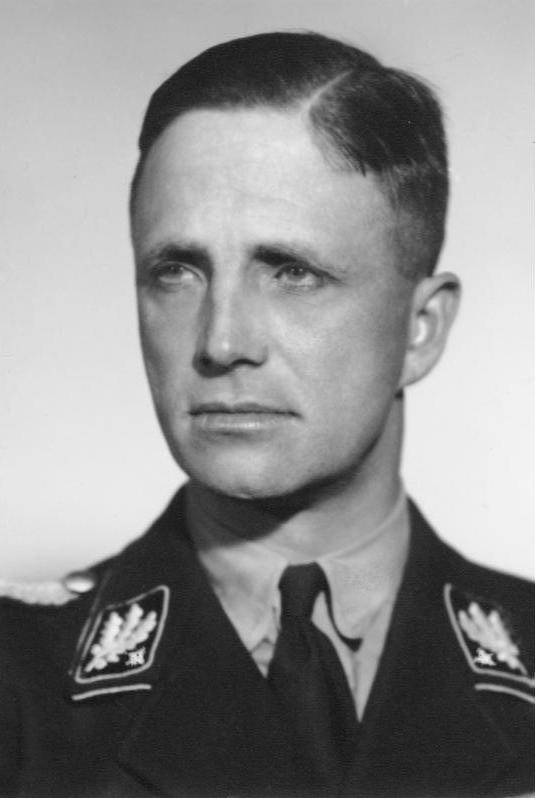
Josias zu Waldeck und Pyrmont (1896–1967)

- Waldeck und Pyrmont, Pauline zu (1855–1925), deutsche Prinzessin, durch Heirat Erbprinzessin bzw. Fürstin zu Bentheim-Steinfurt
- Waldeck und Pyrmont, Wittekind zu (1936–2024), deutscher Nachkomme des ehemaligen Fürstenhauses Waldeck-Pyrmont
- Waldeck, Anna Erika von (1551–1611), deutsche Äbtissin
- Waldeck, Anne-Marie (* 1994), rumänisch-deutsche Theater- und FernsehschauspielerinAnne-Marie Waldeck (* 1994)

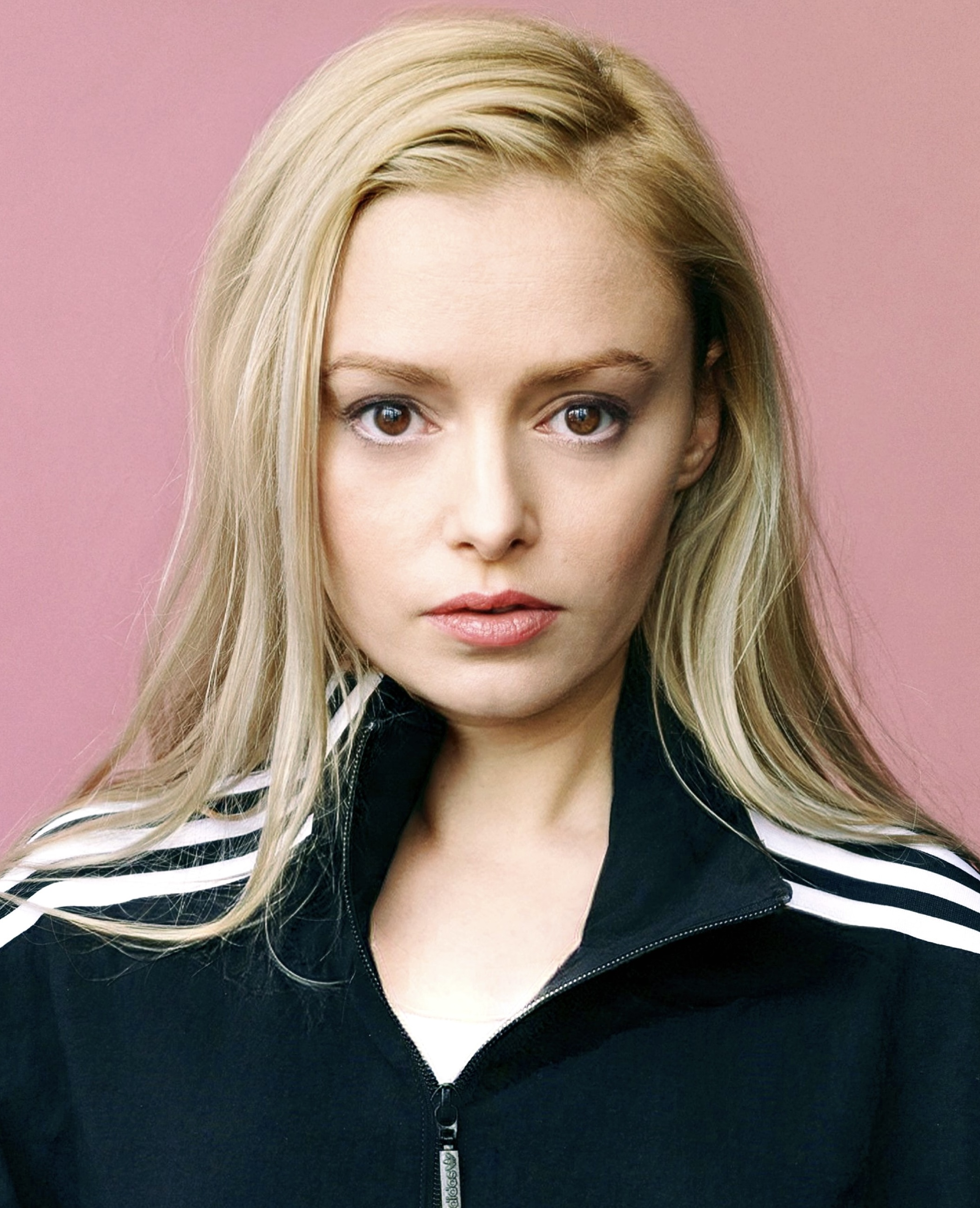
Anne-Marie Waldeck (* 1994)

- Waldeck, August (1836–1917), Landtagsabgeordneter Waldeck
- Waldeck, Benedikt (1802–1870), deutscher Politiker
- Waldeck, Carl (* 1810), deutscher Förster und Politiker
- Waldeck, Carl Friedrich (1807–1842), deutscher Jurist und Politiker
- Waldeck, Carl Rudolph (1807–1861), deutscher Gastwirt und Landtagsabgeordneter im Fürstentum Waldeck-Pyrmont
- Waldeck, Ellen (1901–1998), deutsche Schauspielerin und Hörspielsprecherin
- Waldeck, Florian (1886–1960), deutscher Rechtsanwalt und Politiker (DVP/CDU)
- Waldeck, Friedrich (1768–1843), deutscher Jurist, Landtagsmitglied Waldeck
- Waldeck, Friedrich (1830–1891), Landtagsabgeordneter Waldeck
- Waldeck, Henrich von († 1568), Waldeckscher Beamter aus dem Haus Waldeck
- Waldeck, Johann Friedrich von († 1875), französischer Antiquar, Kartograf, Maler und Forschungsreisender
- Waldeck, Johann Peter (1751–1815), deutscher Hochschullehrer der Rechtswissenschaften in Göttingen
- Waldeck, Julius (1824–1907), Landtagsabgeordneter Waldeck
- Waldeck, Karl Christian Ludwig von (1687–1734), kaiserlicher Oberst der Kavallerie und Generalfeldwachtmeister
- Waldeck, Klaus (* 1966), österreichischer Musiker und Produzent im Bereich der Elektronischen MusikKlaus Waldeck (* 1966)

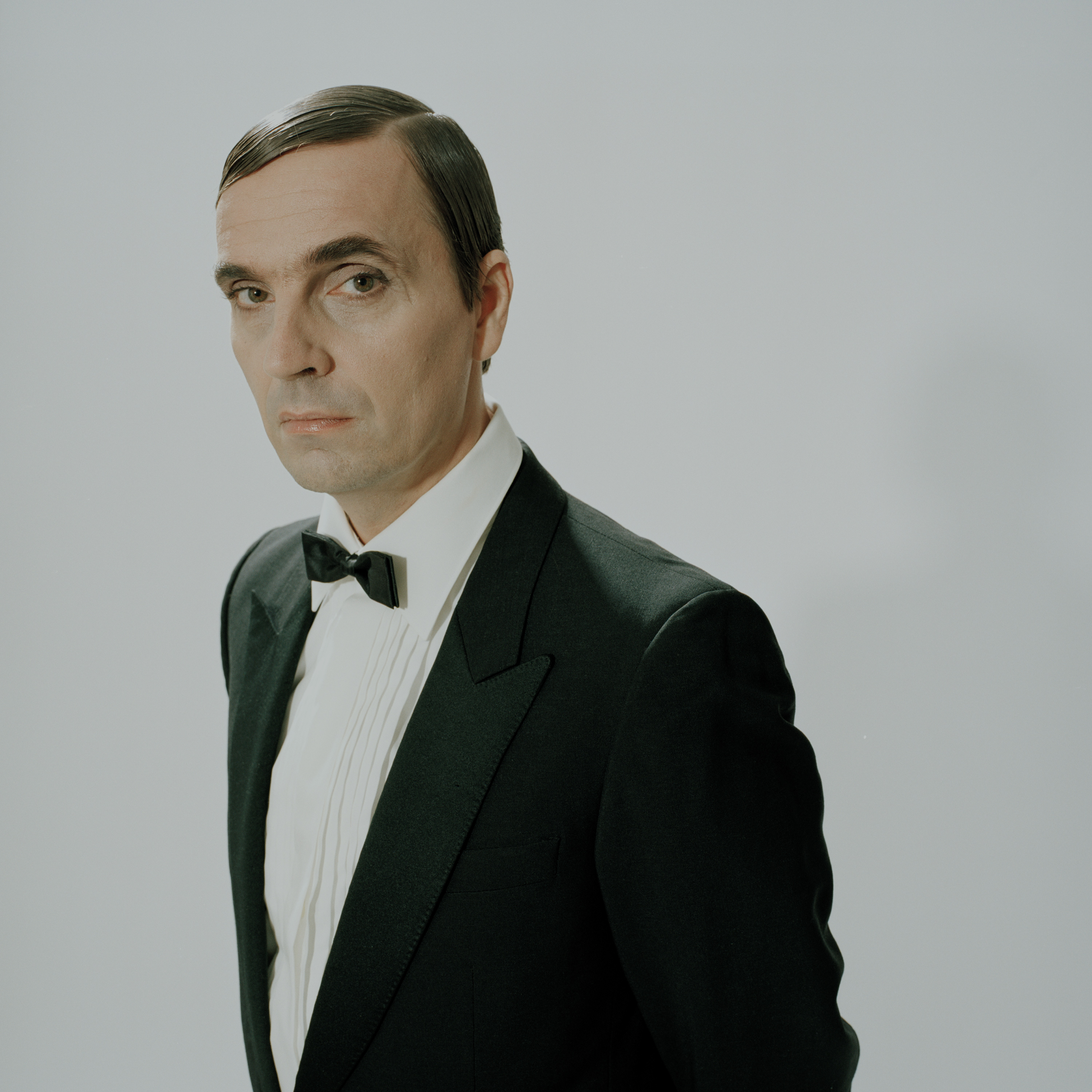
Klaus Waldeck (* 1966)

- Waldeck, Leopold (1811–1895), Landtagsabgeordneter Waldeck
- Waldeck, Max (1878–1970), deutscher Ministerialbeamter im Verkehrswesen
- Waldeck, Nelly (* 1997), deutsche Politikerin (Bündnis 90/Die Grünen)
- Waldeck, Philipp (1794–1852), deutscher Advokat, Regierungsprokurator, Beamter, Landtagsabgeordneter Waldeck
- Waldeck, Philipp V. von († 1584), Geistlicher
- Waldeck, Reinhard (1802–1834), deutscher Jurist, Advokat, Stadtsekretär und Politiker
- Waldeck, Robert (1837–1913), deutscher Jurist und Politiker
- Waldeck, Rosa von (1898–1982), deutsch-amerikanische Gräfin, Schriftstellerin und Journalistin
- Waldeck, Theodor (1782–1827), deutscher Jurist und Landstand des Fürstentums Waldeck
- Waldeck, Tina, deutsche Künstlerin, Journalistin sowie Film-, Theater- und Medienkritikerin
- Waldeck, Wilhelm (1776–1827), deutscher Bürgermeister und Richter
- Waldeck, Wilhelm (1815–1870), Landtagsabgeordneter Waldeck
- Waldeck-Eisenberg, Amalia Katharina von (1640–1697), Liederdichterin des Pietismus
- Waldeck-Rousseau, Pierre (1846–1904), französischer Rechtsanwalt und Politiker, Mitglied der Nationalversammlung
- Waldeck-Rousseau, René (1809–1882), französischer Politiker, Mitglied der Nationalversammlung, Anwalt und Bürgermeister von Nantes
- Waldecker, Benjamin (* 1983), deutscher Fußballspieler
- Waldecker, Burkhart (1902–1964), deutsch-belgischer Afrikaforscher und Ethnologe
- Waldecker, Christoph (* 1967), deutscher Historiker
- Waldecker, Rebecca (* 1979), deutsche Mathematikerin und Hochschullehrerin
- Waldegård, Björn (1943–2014), schwedischer RallyefahrerBjörn Waldegård (1943–2014)

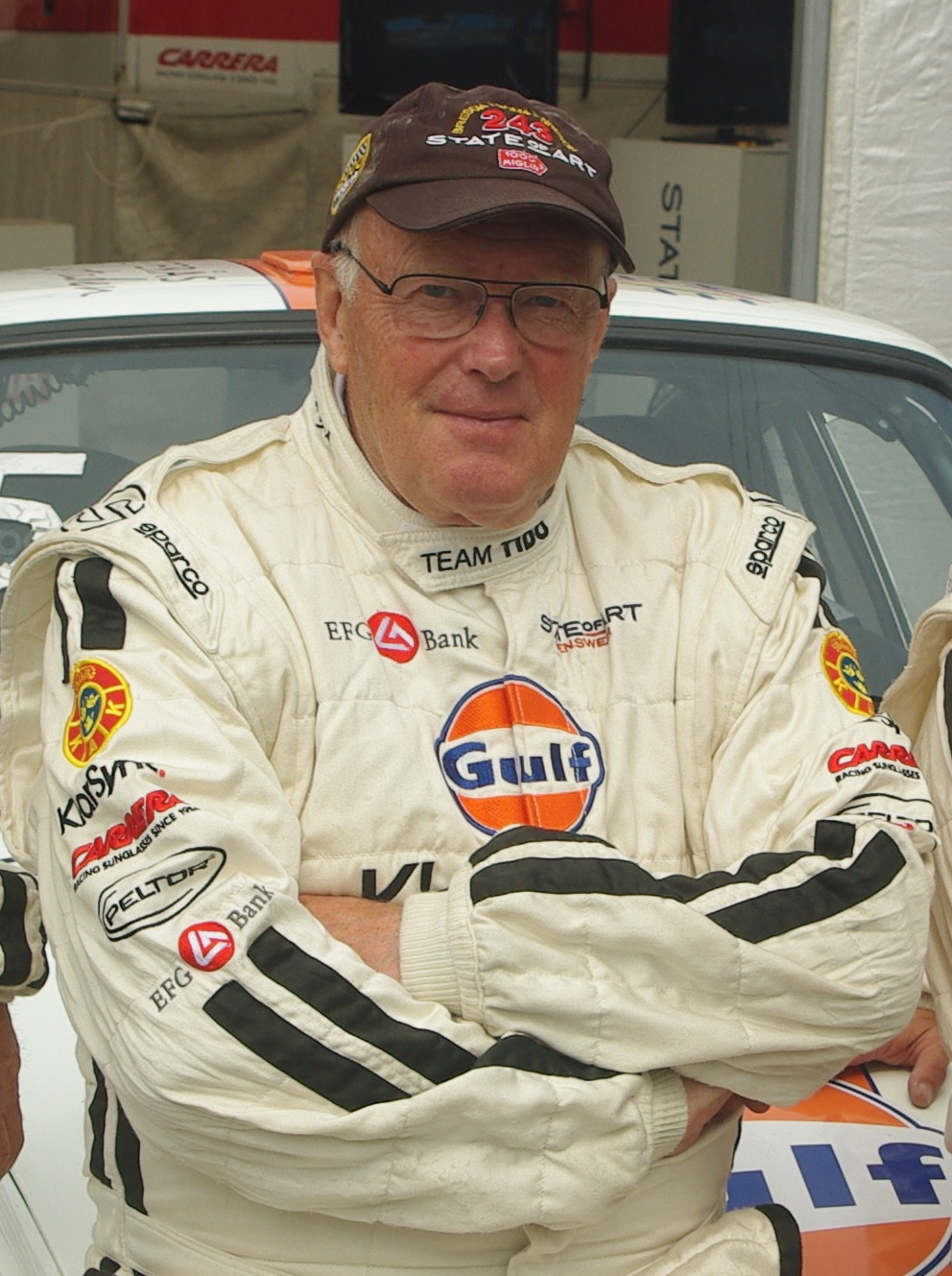
Björn Waldegård (1943–2014)

- Waldegg, Franz (1888–1966), österreichischer Maler
- Waldegg, Joachim Heusinger von (* 1940), deutscher Kunsthistoriker
- Waldegrave, Granville, 3. Baron Radstock (1833–1913), britischer Adliger und Missionar
- Waldegrave, William (* 1946), britischer Politiker (Conservative Party), Mitglied des House of Commons
- Waldeis, Dieter (* 1946), deutscher Gärtnermeister
- Waldek, Gunter (* 1953), österreichischer Pädagoge und Komponist
- Waldekranz, Rune (1911–2003), schwedischer Film-Produktionsleiter
- Wäldele, Hermenegild (1896–1927), deutscher Ordensgeistlicher, Missionar und Märtyrer
- Wäldele, Walther (1921–2003), deutscher Politiker (SPD), Bürgermeister von Karlsruhe und MdL Baden-Württemberg
- Waldelenus, gallorömischer Adeliger und Herzog
- Waldemar, Prinz von Dänemark, Bischof von Schleswig und Erzbischof von Hamburg-Bremen
- Waldemar (1209–1231), dänischer Mitregent und König von Dänemark
- Waldemar († 1282), deutscher Adliger und Herr zu Rostock (1278–1282)
- Waldemar (1243–1302), König von Schweden
- Waldemar († 1319), Markgraf der Mark Brandenburg
- Waldemar Carpenel († 1101), Herr von Haifa
- Waldemar Christian zu Schleswig und Holstein (1622–1656), dänischer Graf zu Schleswig und Holstein
- Waldemar I. (1131–1182), König von DänemarkWaldemar I. (1131–1182)

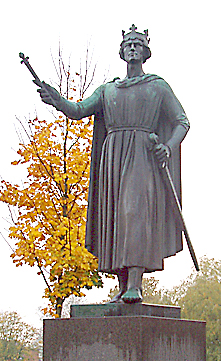
Waldemar I. (1131–1182)

- Waldemar II. (1170–1241), König von Dänemark
- Waldemar III. (1238–1257), dänischer Prinz und Herzog von Schleswig
- Waldemar III. (1314–1364), König von Dänemark und Herzog von Schleswig
- Waldemar IV. († 1312), Herzog von Schleswig (1283–1312)
- Waldemar IV. († 1375), König von Dänemark
- Waldemar Magnusson († 1318), schwedischer Prinz und Herzog von Finnland
- Waldemar VI. (1450–1508), Fürst von Anhalt-Köthen
- Waldemar von Dänemark (1858–1939), Prinz von Dänemark
- Waldemar von Preußen (1817–1849), preußischer Prinz und Generalmajor
- Waldemar von Preußen (1868–1879), preußischer PrinzWaldemar von Preußen (1868–1879)

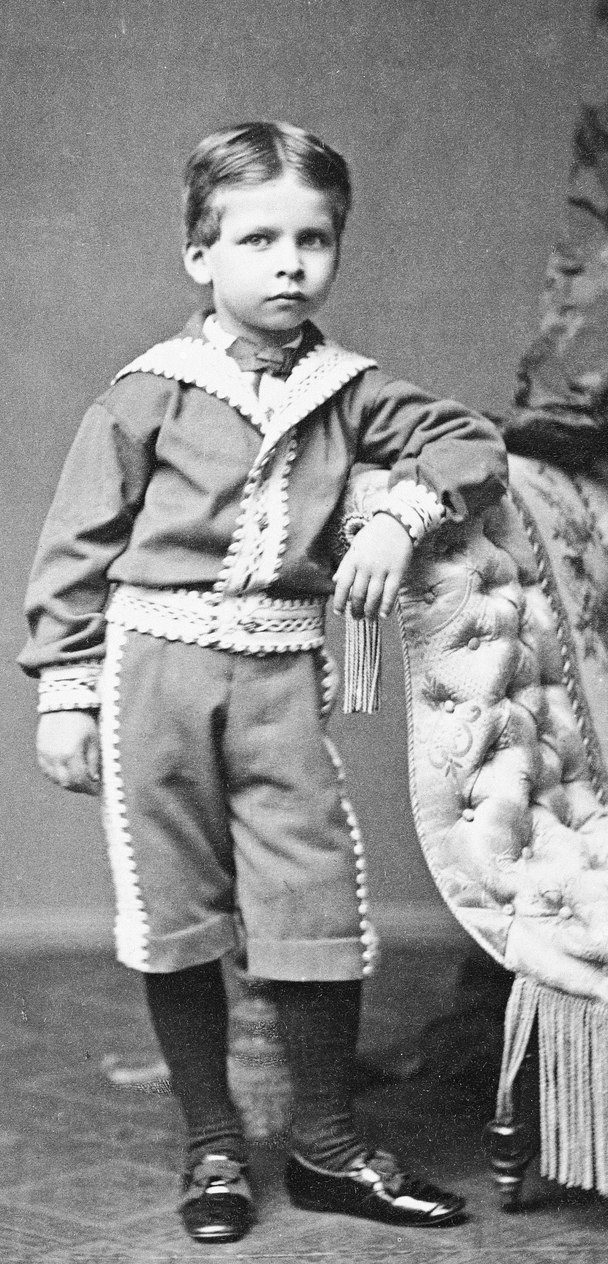
Waldemar von Preußen (1868–1879)

- Waldemar, Richard (1869–1946), österreichischer Operettensänger (Bariton) und Schauspieler
- Waldemarsson, Eva (1903–1986), schwedische Schriftstellerin
- Walden, Ashley (* 1981), US-amerikanische Rennrodlerin
- Walden, Bengt (* 1973), schwedisch-US-amerikanischer Rennrodler
- Walden, Björn (1934–2009), schwedischer Rennrodler und Sportfunktionär
- Walden, Chris (* 1966), deutscher Komponist, Jazzmusiker und Arrangeur
- Walden, Donald (1938–2008), US-amerikanischer Jazzmusiker und Fim-Komponist
- Walden, Erik (* 1985), US-amerikanischer American-Football-Spieler
- Walden, Fritz (1914–1992), österreichischer Publizist, Autor und Kulturredakteur sowie Film-, Literatur-, Musik- und Theaterkritiker
- Walden, George (* 1939), britischer Beamter und Politiker (Conservative Party), Mitglied des House of Commons
- Walden, Greg (* 1957), US-amerikanischer Politiker
- Walden, Gregory S. (* 1955), amerikanischer Jurist, Wirtschaftsberater und Regierungsbediensteter
- Walden, Harold (1887–1955), englischer Amateurfußballspieler
- Walden, Harry (1875–1921), deutscher Schauspieler
- Walden, Herwarth (1878–1941), deutscher Schriftsteller, Verleger, Galerist, Musiker und KomponistHerwarth Walden (1878–1941)

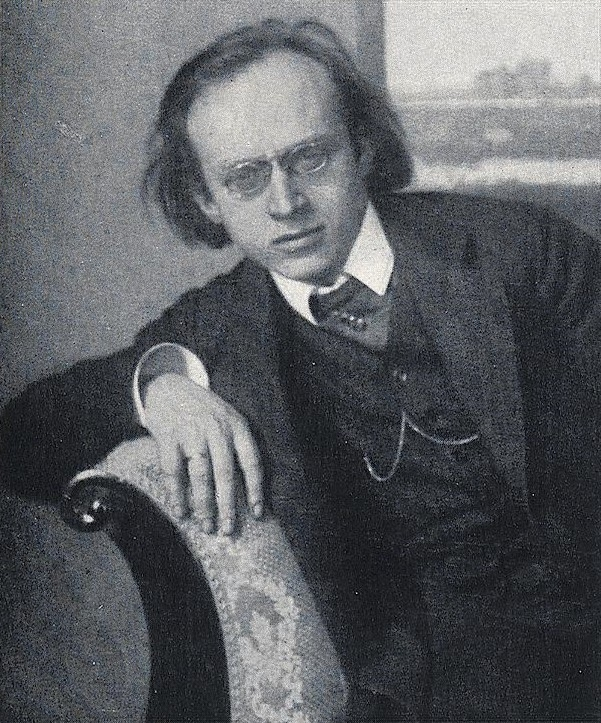
Herwarth Walden (1878–1941)

- Walden, Hiram (1800–1880), US-amerikanischer Jurist und Politiker
- Walden, Karl (* 1945), Schweizer Künstler
- Walden, Karl Rudolf (1878–1946), finnischer Politiker und General
- Walden, Madison Miner (1836–1891), US-amerikanischer Politiker
- Walden, Marie (1834–1890), Schweizer Schriftstellerin
- Walden, Matthias (1927–1984), konservativer deutscher Journalist
- Walden, Max (* 1861), deutscher Sänger, Theater- und Filmschauspieler
- Walden, Monika, deutsche Fernseh- und Hörfunk-Moderatorin
- Walden, Myron (* 1973), US-amerikanischer Jazzmusiker und Komponist
- Walden, Narada Michael (* 1952), US-amerikanischer Musiker, Produzent und Songschreiber
- Walden, Nell (1887–1975), schwedisch-schweizerische Malerin, Schriftstellerin und Kunstsammlerin
- Walden, Patrick (1978–2025), britischer Gitarrist und SongwriterPatrick Walden (1978–2025)

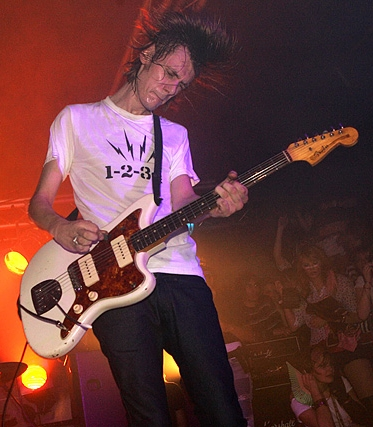
Patrick Walden (1978–2025)

- Walden, Paul (1863–1957), lettisch-deutscher Chemiker
- Walden, Phil (1940–2006), US-amerikanischer Musikmanager, Manager des Soulsängers Otis Redding und Gründer eines Musiklabels
- Walden, Ricky (* 1982), englischer Snookerspieler
- Walden, Robert (* 1943), US-amerikanischer Schauspieler
- Walden, Rotraut (* 1956), deutsche Architekturpsychologin
- Walden, Sina (1933–2024), deutsche Autorin, Übersetzerin und Tierrechtsaktivistin
- Walden, Stanley (* 1932), US-amerikanischer Komponist
- Walden, Tillie (* 1996), US-amerikanische Comiczeichnerin
- Walden, W. G. Snuffy (* 1950), US-amerikanischer Komponist und Musiker
- Walden, William Walter, englischer Fußballschiedsrichter
- Waldenau, Elisabeth (1894–1983), deutsche Opernsängerin
- Waldenberger, Ferdinand R. (* 1958), österreichischer Herzchirurg und Hochschullehrer
- Waldenberger, Franz, deutscher Ökonom und Hochschullehrer (japanische Wirtschaft)
- Waldenberger, Herbert (1935–2017), deutscher Politiker (CDU), MdL
- Waldenberger, Holger (* 1967), deutscher QuizspielerHolger Waldenberger (* 1967)

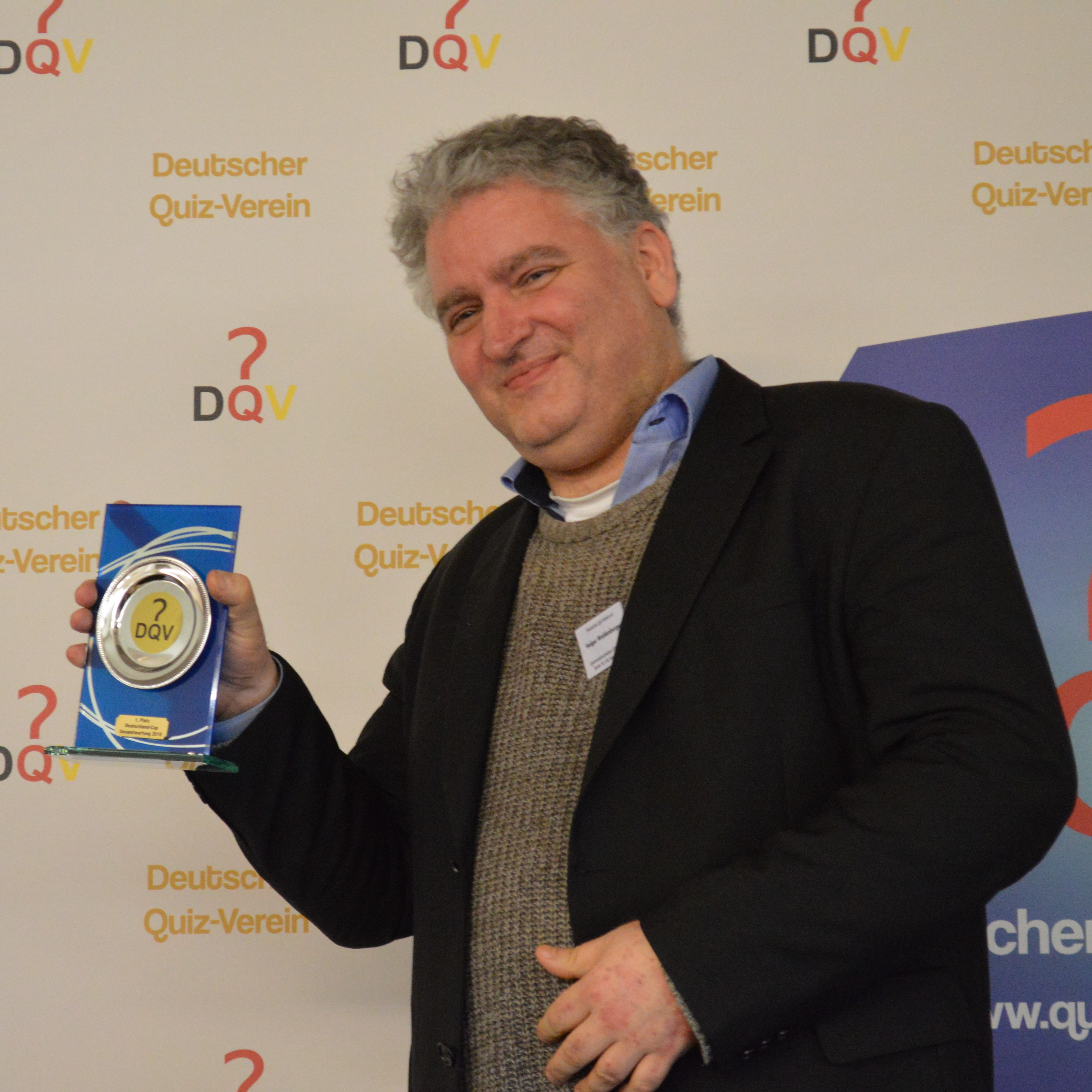
Holger Waldenberger (* 1967)

- Waldenburg, Alfred von (1847–1915), preußischer Gutsbesitzer, Offizier, Attaché und Landschaftsmaler
- Waldenburg, Hermann (* 1940), deutscher Künstler und Designer
- Waldenburg, Karoline Friederike von (1781–1844), Lebensgefährtin des Prinzen August von Preußen
- Waldenburg, Louis (1837–1881), deutscher Internist
- Waldenburg, Siegfried von (1898–1973), deutscher Generalmajor im Zweiten Weltkrieg
- Waldenfels, Alfred von (1845–1910), deutscher Verwaltungsjurist
- Waldenfels, Apollonia von († 1543), deutsche Äbtissin
- Waldenfels, Bernhard (* 1934), deutscher Philosoph
- Waldenfels, Caspar von († 1441), deutscher Adliger, Hauptmann, Rat, Amtmann
- Waldenfels, Christoph von (1565–1633), bayreuthischer, brandenburgischer und coburgischer Hofrat
- Waldenfels, Ernst von (* 1963), deutscher Journalist, Autor, Übersetzer und Herausgeber
- Waldenfels, Fritz von († 1450), deutscher Adliger, Amtmann
- Waldenfels, Georg Freiherr von (* 1944), deutscher Politiker (CSU), Manager und Sportfunktionär
- Waldenfels, Georg von, Landvogt der Niederlausitz; brandenburgischer Staatsmann
- Waldenfels, Hans (1931–2023), deutscher Jesuit, Fundamentaltheologe und Religionsphilosoph
- Waldenfels, Hans von († 1470), deutscher Adliger
- Waldenfels, Harriet von (* 1985), deutsche Journalistin und Fernsehmoderatorin
- Waldenfels, Johann Christian von (1742–1796), kurkölnischer Minister
- Waldenfels, Karl Wilhelm Ernst von (1772–1807), preußischer Offizier
- Waldenfels, Kristan von (* 2000), deutscher Politiker (CSU), Bürgermeister der Stadt Lichtenberg im Landkreis HofKristan von Waldenfels (* 2000)

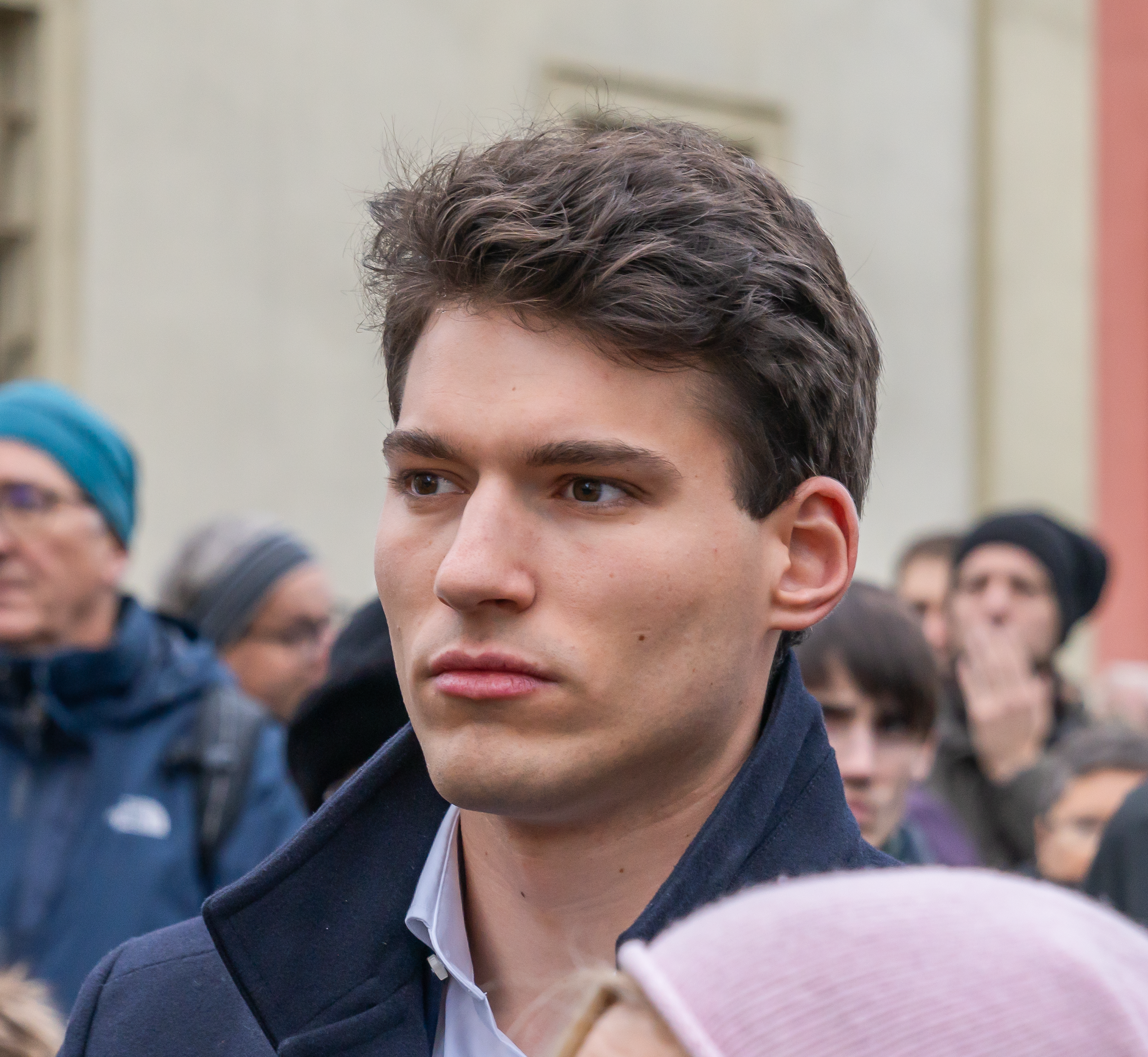
Kristan von Waldenfels (* 2000)

- Waldenfels, Otto von (1889–1974), deutscher Militärhistoriker und Archivar
- Waldenfels, Rudolf von (1895–1969), deutscher Generalleutnant im Zweiten Weltkrieg und Springreiter
- Waldenfels, Rudolf von (* 1965), deutscher Schauspieler und Schriftsteller
- Waldenfels, Ruprecht von (* 1973), deutscher Slawist
- Waldenfels, Titus (* 1969), deutscher Musiker und Komponist
- Waldenfels, Walburg von (1960–2000), deutsche Filmemacherin und Drehbuchautorin
- Waldenfels, Wilhelm Freiherr von (1932–2021), deutscher Physiker und Mathematiker
- Waldenfels, Wilhelm von (1853–1936), bayerischer Generalleutnant
- Waldenheim, Ost-Georg, deutscher Basketballspieler
- Waldenmaier, Fabian (* 1977), deutscher Downhill-Mountainbike-Rennfahrer, Radsportfunktionär und -trainer
- Waldenmair-Lackenbach, Manfred (* 1956), österreichischer Kommunikationsberater und Unternehmer
- Waldenspul, Albert (1885–1979), deutscher römisch-katholischer Pfarrer, Heimatforscher und Kunsthistoriker
- Waldenström, Henning (1877–1972), schwedischer Orthopäde
- Waldenström, Jan (1906–1996), schwedischer Internist
- Waldenström, Johan (1838–1879), schwedischer Arzt
- Walder, Albert (* 1957), italienischer Skilangläufer
- Walder, Anton (1913–1985), österreichischer Widerstandskämpfer
- Walder, Benjamin (* 1998), Schweizer Politiker (GP)
- Walder, Chaim (1968–2021), israelischer Autor, Pädagoge und Sozialberater
- Walder, Christian (* 1991), österreichischer Skirennläufer
- Walder, Erick (* 1971), US-amerikanischer Leichtathlet
- Walder, Francis (1906–1997), belgischer Schriftsteller
- Walder, Hans (1920–2005), Schweizer Jurist
- Walder, Harald (* 1973), österreichischer Snowboarder
- Walder, Herman (1905–1991), amerikanischer Jazz- und R&B-Musiker
- Walder, Hermann (1891–1972), Schweizer Politiker und Rechtsanwalt
- Walder, Ingemar (* 1978), österreichischer Snowboarder
- Walder, Jakob (1854–1915), Schweizer Beamter und Politiker
- Wälder, Jenny (1898–1989), austroamerikanische Psychoanalytikerin
- Walder, Joachim (* 1956), indischer römisch-katholischer Geistlicher, Weihbischof in Aizawl
- Walder, Johann Jakob (1750–1817), Schweizer Politiker, Jurist und Komponist
- Wälder, Johannes (* 1933), deutscher Versicherungswissenschaftler
- Walder, Julian (* 2000), österreichischer Violinist
- Walder, Karl Felix (1821–1898), Schweizer Politiker, Journalist und Richter
- Walder, Katie (* 1982), US-amerikanische Schauspielerin
- Walder, Katja, Schweizer Autorin
- Walder, Marc (* 1965), Schweizer Journalist und ehemaliger TennisspielerMarc Walder (* 1965)

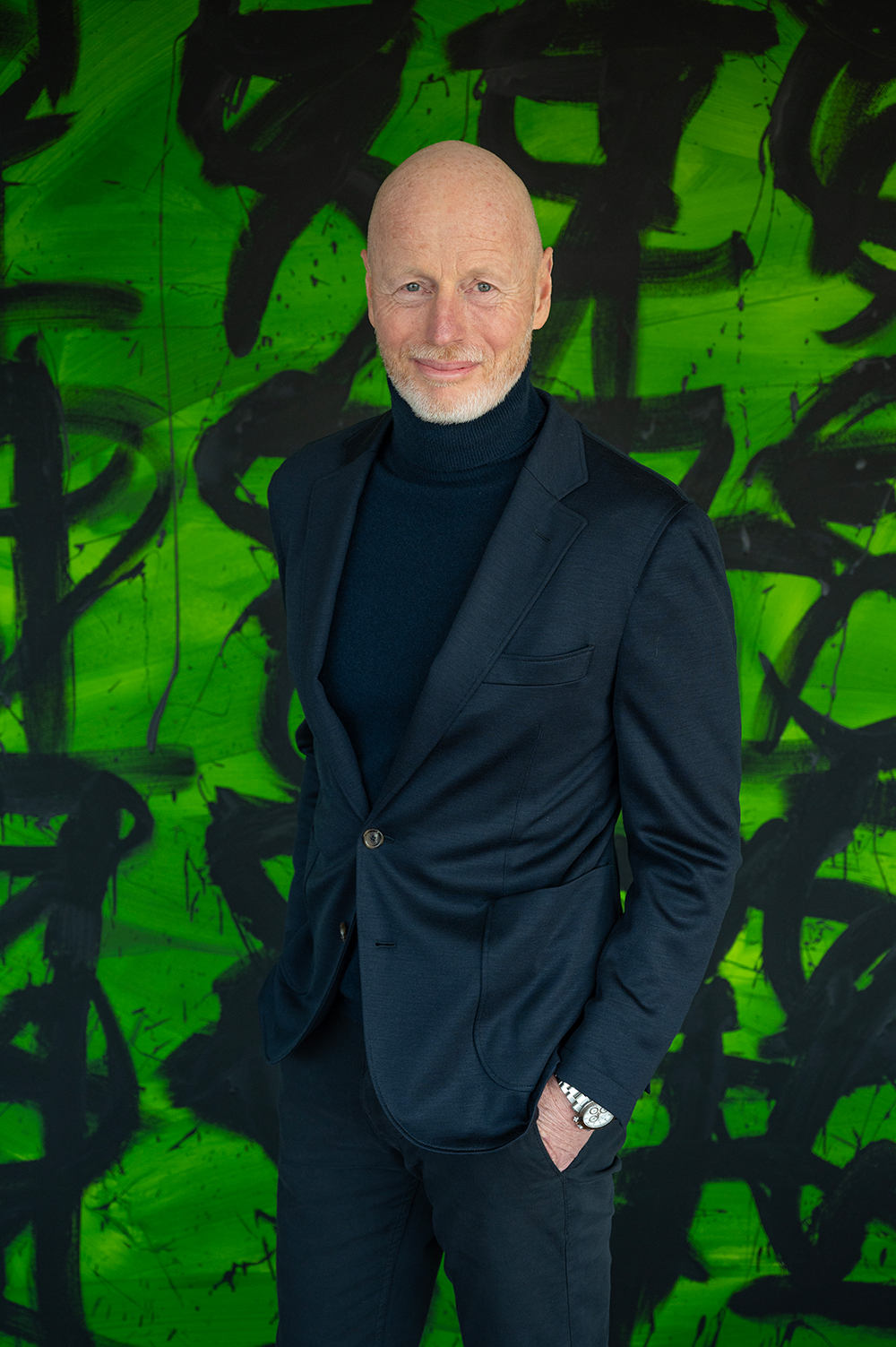
Marc Walder (* 1965)

- Walder, Nicolas (* 1966), Schweizer Politiker (GP)
- Walder, Pascal (* 1972), Schweizer Kameramann
- Walder, Pius (1952–1982), österreichischer Holzfäller und WildererPius Walder (1952–1982)

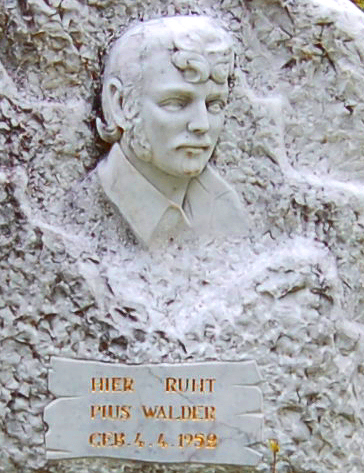
Pius Walder (1952–1982)

- Wälder, Robert (1900–1967), österreichischer Psychoanalytiker
- Walder, Vanessa (* 1978), österreichische Jugendbuchautorin
- Walder, Woody (1903–1978), US-amerikanischer Jazzmusiker
- Walderada (* 530), Tochter des Langobardenkönigs Wacho sowie Ehefrau der Frankenkönige Theudebald und Chlothar I.
- Walderdorf, Philipp Franz Wilderich Nepomuk von (1739–1810), deutscher römisch-katholischer Fürstbischof
- Walderdorff, Adalbert II. von (1697–1759), Fürstabt und Bischof von Fulda
- Walderdorff, Adolf von (1835–1919), deutscher Rittergutsbesitzer und Politiker (Zentrum), MdR
- Walderdorff, Carl Wilderich von (1799–1862), deutscher Politiker, Staatsminister des Herzogtums Nassau
- Walderdorff, Hugo von (1828–1918), deutscher Guts- und Schlossbesitzer
- Walderdorff, Johann IX. Philipp von (1701–1768), deutscher Erzbischof und Kurfürst
- Walderdorff, Wilderich von (1617–1680), katholischer Bischof der Diözese Wien
- Walderdorff, Wilderich von (1831–1898), deutscher Politiker (Zentrum), Kämmerer und geborenes Mitglied der Ersten Kammer der Landstände des Herzogtums Nassau
- Waldersee, Alfred von (1832–1904), preußischer Generalfeldmarschall
- Waldersee, Bernhard Graf von (* 1952), deutscher Diplomat
- Waldersee, Etta Gräfin von (1902–1978), deutsche Adlige
- Waldersee, Franz von (1763–1823), deutscher Beamter und Schriftsteller
- Waldersee, Franz von (1791–1873), preußischer General der Kavallerie
- Waldersee, Franz von (1835–1903), deutscher Vizeadmiral der Kaiserlichen Marine
- Waldersee, Friedrich Franz von (1829–1902), preußischer Generalleutnant
- Waldersee, Friedrich von (1795–1864), preußischer Generalleutnant und Militärschriftsteller
- Waldersee, Georg von (1824–1870), preußischer Oberst
- Waldersee, Georg von (1860–1932), preußischer Generalleutnant im Ersten Weltkrieg
- Waldersee, Gustav von (1826–1861), preußischer Major und Adjutant des Prinzen
- Waldersee, Mary von (1837–1914), amerikanisch-deutsche Philanthropin
- Waldersee, Paul von (1831–1906), deutscher Musikwissenschaftler
- Waldert, Anton (1823–1892), österreichischer Jurist und Politiker
- Waldert, Helmut (1941–2004), österreichischer Radiojournalist
- Waldert, Nele (* 1964), deutsche Künstlerin
- Waldetoft, Andreas, schwedischer Musiker und Komponist
- Waldeyer, Anton Johannes (1901–1970), deutscher Anatom
- Waldeyer-Hartz, Hugo von (1876–1942), deutscher Marineoffizier und Schriftsteller
- Waldeyer-Hartz, Wilhelm von (1836–1921), deutscher Anatom

### Waldg
- Waldgoni, Renata (1957–2025), jugoslawische bzw. kroatische Architektin

### Waldh
- Waldhauer, Carl Friedrich Werner Michael (1820–1899), deutsch-baltischer Augenarzt
- Waldhauer, Oliver (* 1974), deutscher Regisseur und Filmproduzent
- Waldhauer, Oskar (1883–1935), deutsch-baltischer Klassischer Archäologe
- Waldhausen, Friedhelm (1938–2024), deutscher Mathematiker
- Waldhauser, Anna (1860–1946), deutsche Schriftstellerin
- Waldhäuser, Josef (1896–1965), deutscher Postbeamter und Politiker (SPD)
- Waldhauser, Mathilde (1830–1849), deutsche Opernsängerin (Sopran)
- Waldhauser, Thomas D. (* 1953), US-amerikanischer General (United States Marine Corps); Oberbefehlshaber des US Africa Command
- Waldhäusl, Franz, österreichischer Tischtennisspieler
- Waldhäusl, Gottfried (* 1965), österreichischer Politiker (FPÖ), Landtagsabgeordneter, Mitglied des Bundesrates, LandesratGottfried Waldhäusl (* 1965)

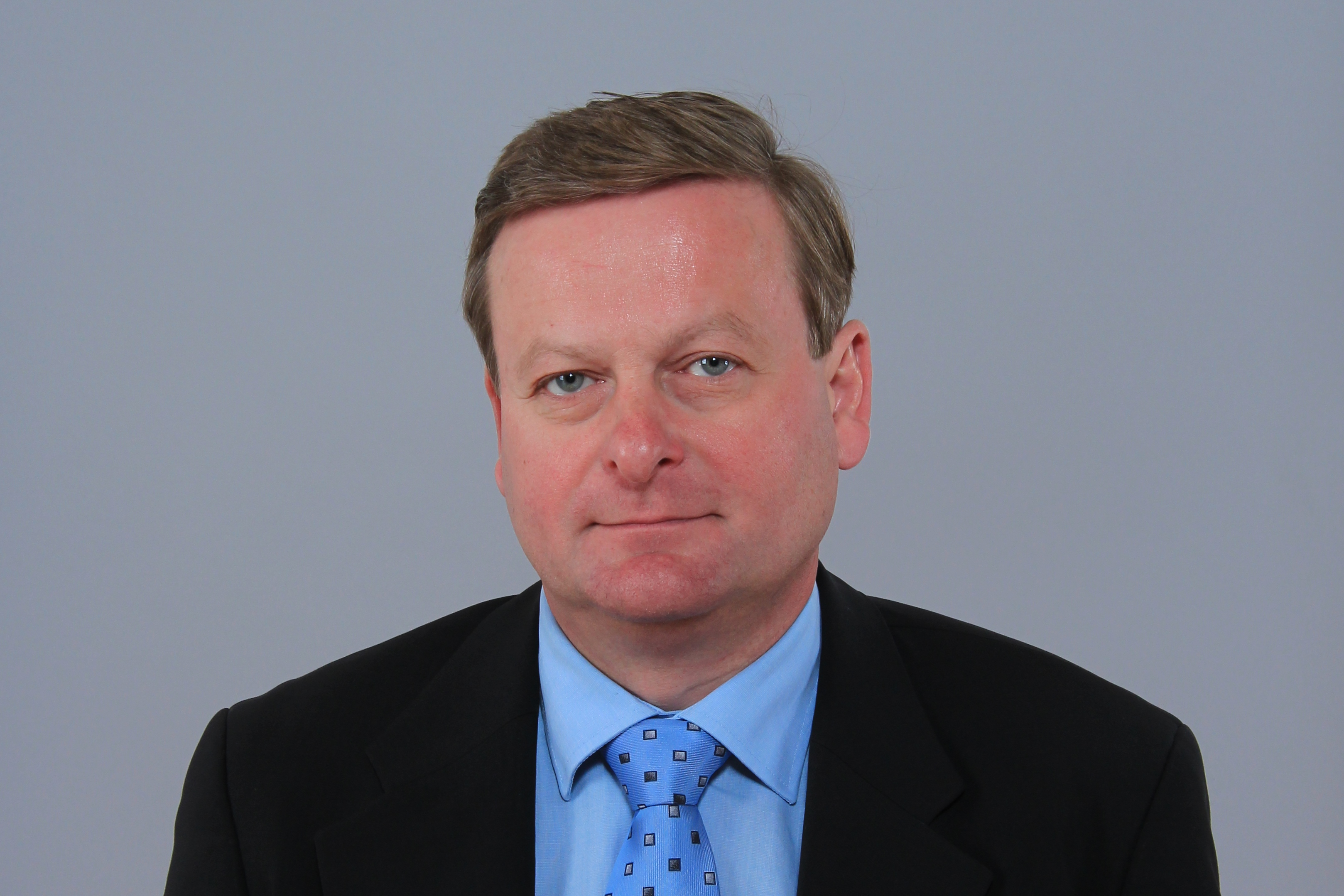
Gottfried Waldhäusl (* 1965)

- Waldheim, Elisabeth (1922–2017), österreichische Politikergattin und First Lady
- Waldheim, Kurt (1918–2007), österreichischer Politiker, Generalsekretär der Vereinten Nationen, Bundespräsident von ÖsterreichKurt Waldheim (1918–2007)

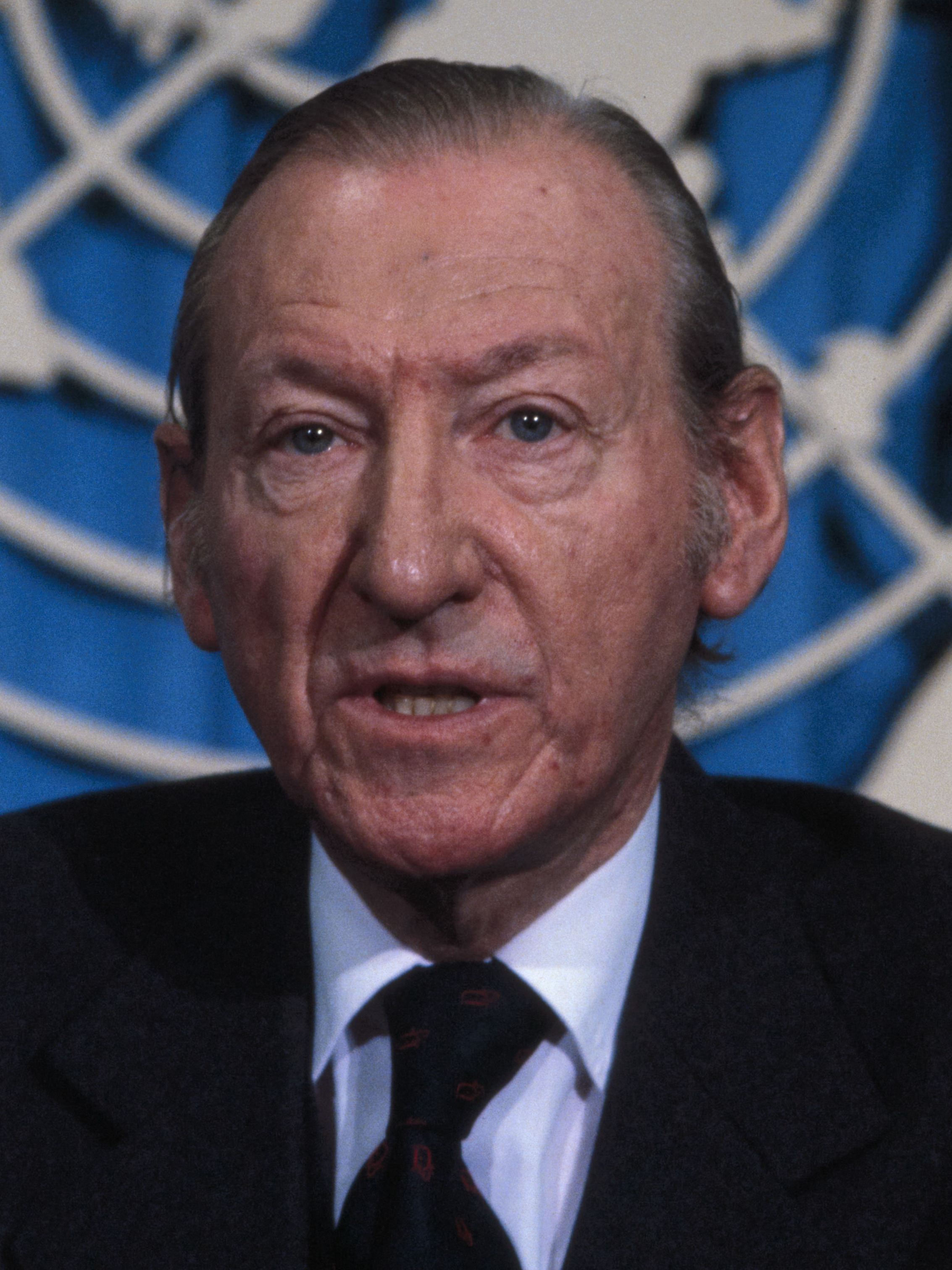
Kurt Waldheim (1918–2007)

- Waldhelm, Alexander (* 1975), deutscher Filmregisseur und Drehbuchautor
- Waldhelm, Hans-Georg (* 1950), deutscher Kanute
- Waldhelm, Michael (* 1943), deutscher Politiker (CDU), MdHB
- Waldherr, Andreas (1968–2011), österreichischer Rallyefahrer
- Waldherr, Claudia (* 1990), österreichische Schauspielerin, Sprecherin und Texterin
- Waldherr, Gerhard (* 1956), deutscher Althistoriker
- Waldherr, Gerhard (* 1960), deutscher Buchautor, Reporter und Publizist
- Waldherr, Hansi (1921–1997), österreichischer Schauspieler
- Waldhier, Monika (* 1956), deutsche Mystikerin
- Waldhoff, Christian (* 1965), deutscher Rechtswissenschaftler und Hochschullehrer
- Waldhoff, Hans-Peter (* 1953), deutscher Soziologe, Sozialpsychologe und Gruppenanalytiker
- Waldhoff, Werner (1943–1997), deutscher Schriftsteller und Übersetzer
- Waldhör, Matthias († 1833), deutscher Komponist, Musikpädagoge, Organist
- Waldhör, Walter (* 1968), österreichischer Fußballspieler
- Waldhuber, Ulla (* 1989), österreichische Biathletin

### Waldi
- Waldi, Claudia (* 1964), deutsche Ruderin
- Waldie, Jerome R. (1925–2009), US-amerikanischer Politiker
- Waldin, Johann Gottlieb (1728–1795), deutscher Hochschullehrer
- Waldinger, Adolf (1843–1904), slawonischer Maler
- Waldinger, Ernst (1896–1970), österreichischer Lyriker und Essayist
- Waldinger, Hieronymus (1755–1821), österreichischer Tierarzt und Hochschullehrer
- Waldinger-Thiering, Jette (* 1964), deutsche Politikerin (SSW), MdL
- Waldis, Alfred (1919–2013), Schweizer Museumsdirektor
- Waldis, Andrea (* 1994), Schweizer Radsportlerin
- Waldis, Angelika (* 1940), Schweizer Schriftstellerin und Journalistin
- Waldis, Burkard († 1556), deutscher Fabeldichter, Dramatiker und Fastnachtsautor
- Waldis, Gregory B. (* 1967), Schweizer SchauspielerGregory B. Waldis (* 1967)

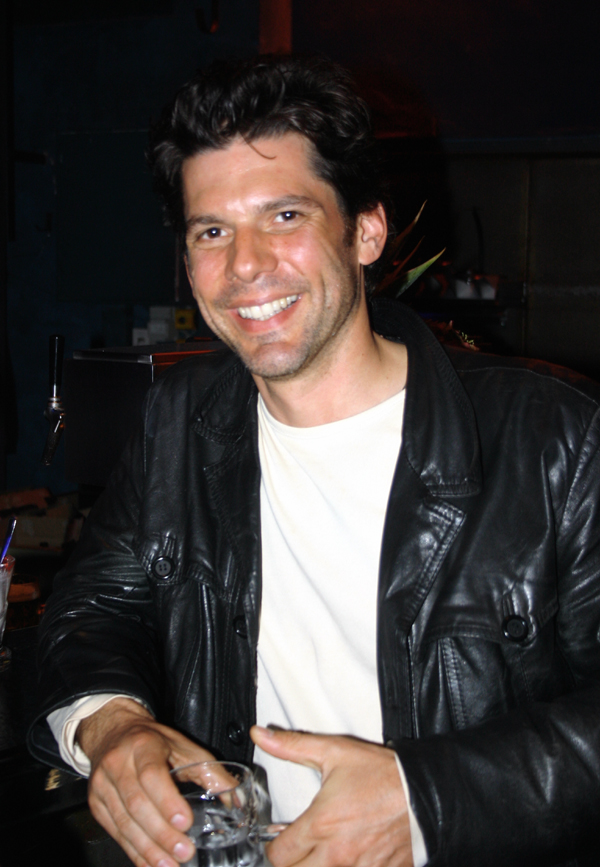
Gregory B. Waldis (* 1967)

- Waldis, Martin (* 1966), Schweizer Politiker (SVP)
- Waldis, Otto (1901–1974), österreichischer Schauspieler
- Waldispühl, Marcel (* 1979), Schweizer Radballer

### Waldj
- Waldjunge Ray (* 1992), niederländischer Hochstapler

### Waldk
- Waldkirch, Aegid von († 1667), Schweizer Benediktinermönch, Abt des Klosters Muri
- Waldkirch, Beat Wilhelm von (1744–1816), Schweizer Ratsherr und Tagsatzungsgesandter
- Waldkirch, Eduard von (1890–1972), Schweizer Jurist, Hochschullehrer und Politiker (Republikanische Bewegung)
- Waldkirch, Esther Elisabeth de (1660–1728), Schweizer Philosophin
- Waldkirch, Klemens von (1806–1858), bayerischer Diplomat und Staatsmann
- Waldkirch, Konrad (* 1549), Schweizer Drucker und Verleger in Basel
- Waldkirch, Wilhelm (1870–1942), deutscher Verleger

### Waldl
- Waldl, Josef (1852–1934), österreichischer Politiker (CSP), Abgeordneter zum Nationalrat
- Waldl, Robert (* 1958), österreichischer Fotokünstler
- Waldl, Wolfgang (* 1989), österreichischer Fußballspieler
- Waldleitner, Ludwig (1913–1998), deutscher Filmproduzent

### Waldm
- Waldman, Adelle (* 1977), US-amerikanische Journalistin und Autorin
- Waldman, Amy (* 1969), US-amerikanische Journalistin und Autorin
- Waldman, Anne (* 1945), US-amerikanische Schriftstellerin und Performance-Künstlerin
- Waldman, Ayelet (* 1964), US-amerikanische Schriftstellerin
- Waldman, Debora (* 1977), brasilianisch-israelische Dirigentin
- Waldman, Eliezer (1937–2021), israelischer Rabbiner, Rosch-Jeschiwa, Politiker
- Waldman, Louis (1892–1982), US-amerikanischer Politiker und Anwalt
- Waldman, Marian (1924–1985), kanadisch-US-amerikanische Schauspielerin und Drehbuchautorin
- Waldman, Max (1919–1981), US-amerikanischer Fotograf
- Waldman, Myron (1908–2006), US-amerikanischer Trickfilmanimateur
- Waldman, Ofer (* 1979), deutsch-israelischer Autor, Musiker und Aktivist
- Waldmann, Adolf (1889–1964), deutscher Unternehmer und Erfinder
- Waldmann, Anita (* 1946), deutsche Ehrenamtliche
- Waldmann, Anton (1878–1941), deutscher Facharzt der Hygiene und Heeres-Sanitätsinspekteur der Reichswehr und der Wehrmacht
- Waldmann, Bernhard (* 1968), Schweizer Rechtswissenschaftler
- Waldmann, Bettina, deutsche Wirtschaftsdiplomatin
- Waldmann, Dieter (1926–1971), deutscher Dramatiker
- Waldmann, Egon (1902–1972), Schweizer Schauspieler, Operettensänger und Regisseur
- Waldmann, Emil (1880–1945), deutscher Kunsthistoriker und Museumsdirektor in Bremen
- Waldmann, Emil (1925–2012), deutscher Maler und Grafiker
- Waldmann, Francois Ignace de (1722–1801), französischer Offizier, Ritter des Militär-St.-Ludwig-Ordens, kurpfälzischer Beamter
- Waldmann, Guido (1901–1990), deutscher Musikpädagoge, Komponist und Pianist
- Waldmann, Günter (1926–2020), deutscher Germanist, Didaktiker und Religionsphilosoph
- Waldmann, Hans (1435–1489), Bürgermeister von ZürichHans Waldmann (1435–1489)

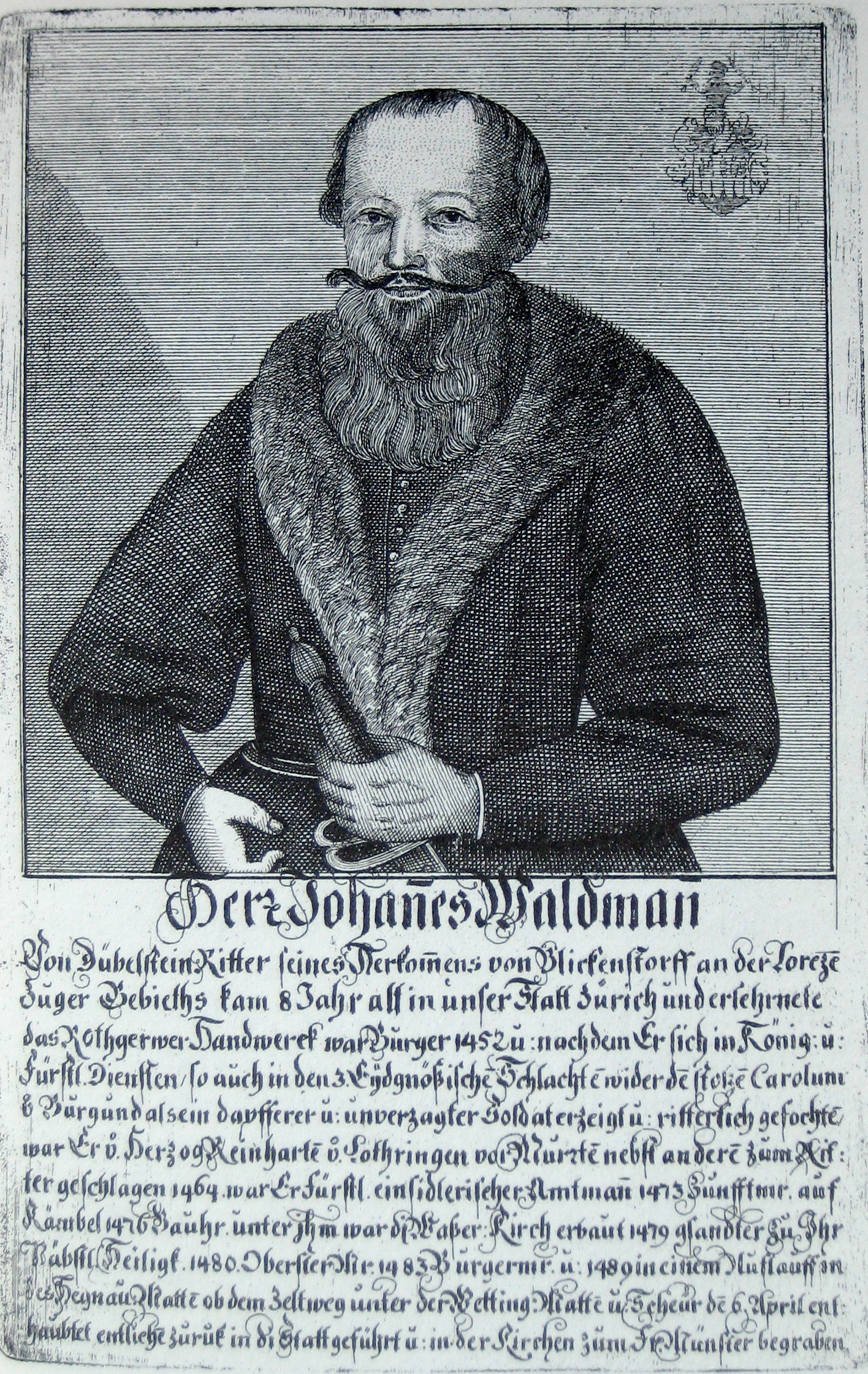
Hans Waldmann (1435–1489)

- Waldmann, Hans (1902–1975), deutscher Chemiker und Hochschullehrer
- Waldmann, Hans (* 1928), deutscher Politiker (SED), Abgeordneter der Volkskammer, Generaldirektor verschiedener DDR-Kombinate
- Waldmann, Heinrich (1811–1896), deutscher Theologe und Abgeordneter in der Frankfurter Nationalversammlung
- Waldmann, Heinrich (1927–2008), deutscher Archivar
- Waldmann, Helena (* 1962), deutsche Theaterregisseurin und Choreographin
- Waldmann, Helmut (* 1935), deutscher Theologe und Althistoriker
- Waldmann, Herbert (* 1957), deutscher Chemiker
- Waldmann, Holger (1964–2011), deutscher Fußballschiedsrichter
- Waldmann, Jochen (* 1937), deutscher Journalist und Moderator
- Waldmann, Josef (1676–1712), österreichischer Barockmaler
- Waldmann, Karl (1889–1969), deutscher Politiker (NSDAP) in Württemberg
- Waldmann, Karl (1935–2021), deutscher Fußballspieler
- Waldmann, Kaspar (1657–1720), österreichischer Maler
- Waldmann, Ludolf (1840–1919), deutscher Komponist, Schauspieler und Theaterdirektor und Verleger
- Waldmann, Ludwig (1913–1980), deutscher Physiker
- Waldmann, Maria (1845–1920), österreichische Opernsängerin (Mezzosopran)
- Waldmann, Michael (1874–1953), deutscher Theologe und Hochschullehrer in Regensburg
- Waldmann, Michael der Ältere († 1658), österreichischer Barockmaler
- Waldmann, Michael der Jüngere (1640–1682), österreichischer Barockmaler
- Waldmann, Oliver (* 1967), deutscher Physiker
- Waldmann, Otto (1885–1955), deutscher Veterinärmediziner und Bakteriologe mit dem Spezialgebiet Tierseuchen sowie Hochschullehrer
- Waldmann, Peter (* 1937), deutscher Soziologe und Gewalt- und Terrorismusexperte
- Waldmann, Peter Max (* 1964), deutscher Literaturwissenschaftler und Bildungsvereinsfunktionär
- Waldmann, Ralf (1966–2018), deutscher MotorradfahrerRalf Waldmann (1966–2018)

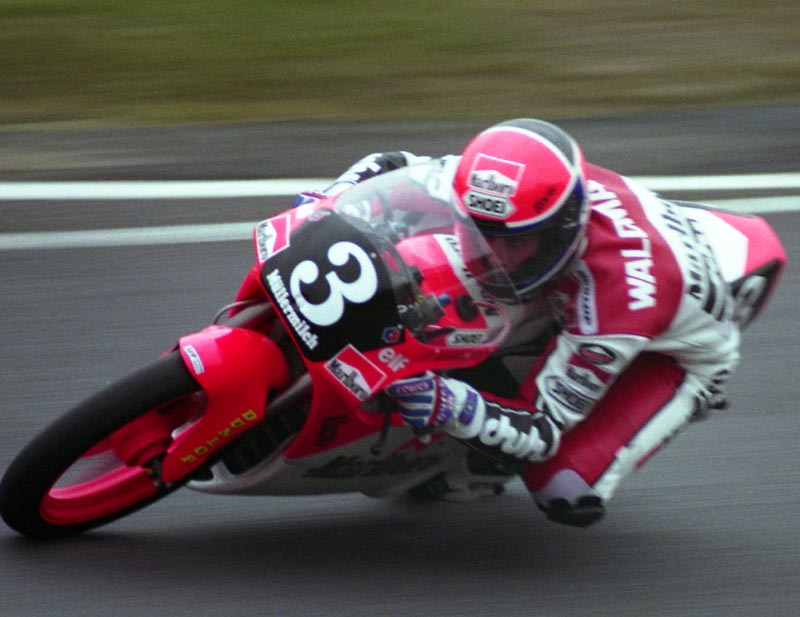
Ralf Waldmann (1966–2018)

- Waldmann, Ruth (* 1971), deutsche Politikerin (SPD), MdL
- Waldmann, Sandro (* 1988), österreichischer Politiker der Freiheitlichen Partei Österreichs (FPÖ)
- Waldmeier, Andreas (* 1982), Schweizer Skilangläufer
- Waldmeier, Carl Maria (1884–1971), deutscher Opernsänger (Bass) und Theaterschauspieler
- Waldmeier, Marie-Luce (* 1960), französische Skirennläuferin
- Waldmeier, Max (1912–2000), Schweizer Astronom und Sonnenforscher
- Waldmüller, Ferdinand Georg (1793–1865), österreichischer Maler und Kunstschriftsteller
- Waldmüller, Heinz (1887–1945), deutscher Landschaftsmaler und Radierer
- Waldmüller, Heinz (* 1944), deutscher Journalist und Autor
- Waldmüller, Katharina (1792–1850), österreichische Opernsängerin (Mezzosopran)
- Waldmüller, Lizzi (1904–1945), österreichische Filmschauspielerin und Sängerin
- Waldmüller, Lothar (* 1936), deutscher römisch-katholischer Theologe, Kirchengeschichtler, emeritierter Hochschullehrer und Domlkaitular
- Waldmüller, Lydia (* 1986), österreichische Triathletin
- Waldmüller, Wolfgang (* 1962), deutscher Politiker (CDU), MdL

### Waldn
- Waldner von Freundstein, Johann († 1783), deutscher Baumeister im Fürstentum Nassau-Saarbrücken
- Waldner von Freundstein, Theodor (1786–1864), deutsch-französischer Adeliger und Militär
- Waldner, Anton (* 1960), österreichischer Militär
- Wäldner, August Ferdinand (1817–1905), deutscher Orgelbaumeister
- Waldner, Christian (1959–1997), italienischer Politiker (Südtirol)
- Waldner, Erwin (1933–2015), deutscher Fußballspieler
- Waldner, Erwin junior (* 1966), deutscher Fußballspieler
- Wäldner, Friedrich Wilhelm (1785–1852), deutscher Orgelbaumeister
- Waldner, Fritz (1911–1981), Schweizer Politiker (SP)
- Waldner, Gabi (* 1969), österreichische Journalistin und Moderatorin
- Waldner, Jan-Ove (* 1965), schwedischer TischtennisspielerJan-Ove Waldner (* 1965)

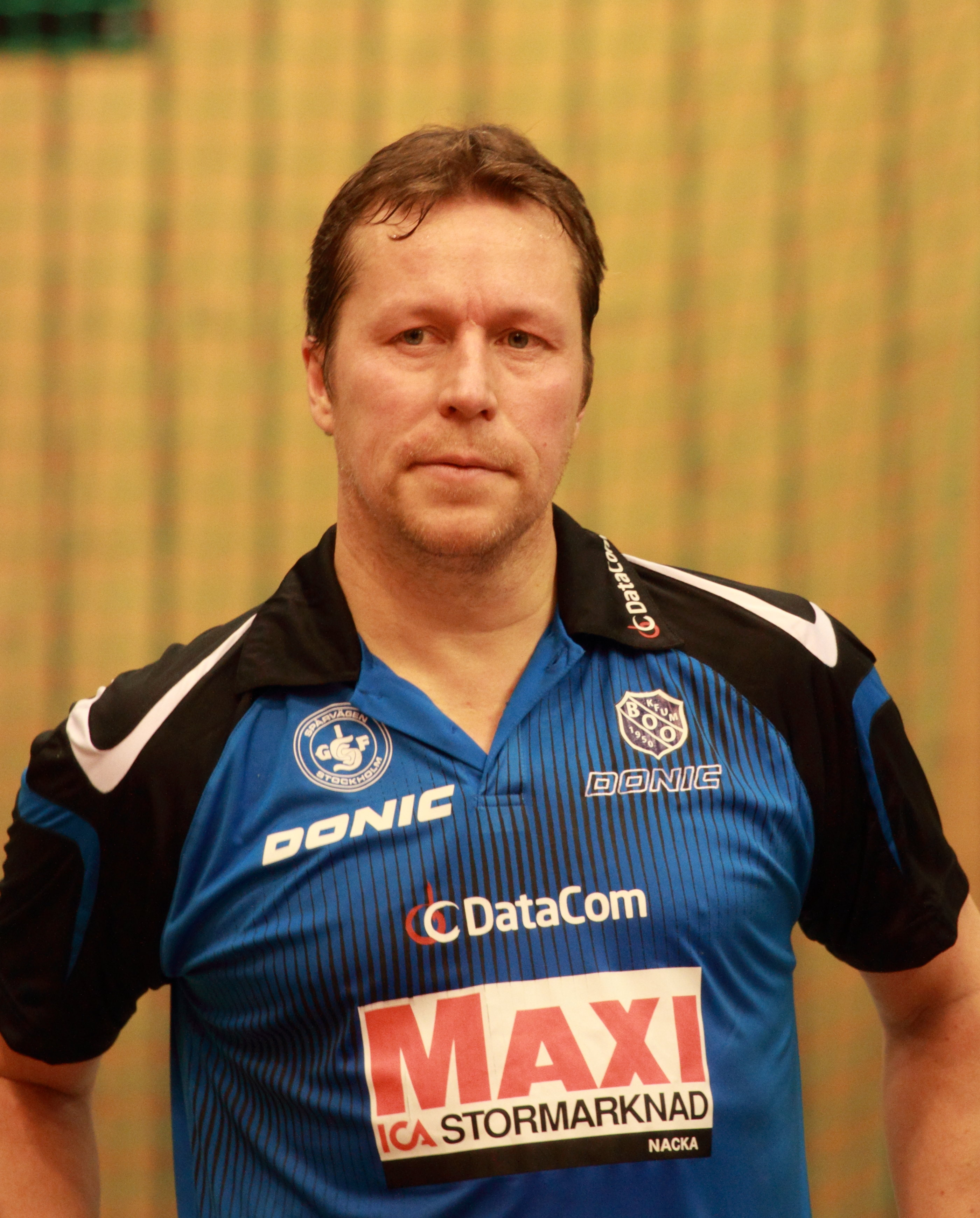
Jan-Ove Waldner (* 1965)

- Waldner, Johannes (1749–1824), Vertreter der Hutterer
- Waldner, Julian (* 1996), österreichischer Schauspieler
- Waldner, Kassian (1941–1998), italienischer Missionär
- Waldner, Katharina (* 1965), schweizerische Religionswissenschaftlerin
- Waldner, Konrad, Bischof von Brixen
- Waldner, Liliane (* 1951), Schweizer Betriebsökonomin und Politikerin
- Waldner, Peter (* 1966), österreichischer Organist, Cembalist und Fortepiano-Spieler, Musikwissenschaftler
- Waldner, Ralf, deutscher Cembalist und Hochschullehrer
- Waldner, Regula (* 1966), Schweizer Politikerin (Grüne)
- Waldner, Thomas (* 1971), deutscher Journalist und Medienberater
- Waldner, Ulrich (1926–2004), deutscher Drehbuchautor und Hörspielautor
- Waldner, Valentina (* 1993), österreichische Schauspielerin
- Waldner, Viktor (1852–1924), österreichischer Politiker (DnP), Abgeordneter zum Nationalrat
- Waldner, Wolfgang (* 1954), österreichischer Museumsmanager, Politiker (ÖVP) und Botschafter

### Waldo
- Waldo (1934–2019), brasilianischer Fußballspieler
- Waldo von Chur, Bischof von Chur, Abt von Pfäfers und Disentis
- Waldo von Freising († 906), Bischof von Freising
- Waldo von Reichenau, Abt und Bistumsadministrator
- Waldo, Carolyn (* 1964), kanadische Synchronschwimmerin
- Waldo, Elisabeth (* 1918), US-amerikanische Violinistin, Komponistin, Dirigentin und Musikethnologin
- Waldo, George E. (1851–1942), US-amerikanischer Jurist und Politiker
- Waldo, Henry L. (1844–1915), US-amerikanischer Jurist und Politiker
- Waldo, Janet (1920–2016), US-amerikanische Radio- und Synchronsprecherin
- Waldo, Loren P. (1802–1881), US-amerikanischer Politiker
- Waldo, Samuel (1696–1759), britischer Händler, Landspekulant, Brigade-General und Politiker
- Waldo, Samuel Lovett (1783–1861), US-amerikanischer Porträtmaler
- Waldobrew, Stefan (* 1970), bulgarischer Schauspieler, Musiker und Produzent
- Wałdoch, Tomasz (* 1971), polnischer Fußballspieler
- Waldock, Humphrey (1904–1981), britischer Jurist
- Waldoff, Claire (1884–1957), deutsche Chanson-Sängerin und KabarettistinClaire Waldoff (1884–1957)

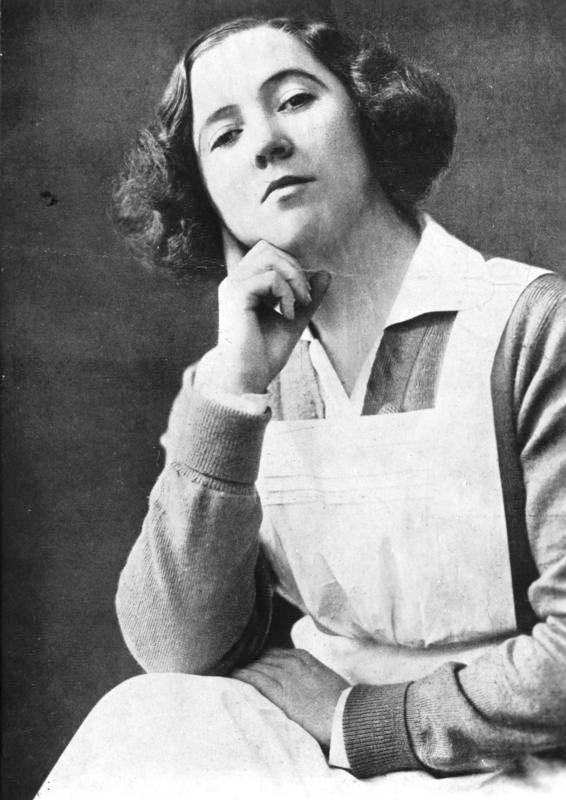
Claire Waldoff (1884–1957)

- Waldois, Arnold von († 1661), Abt von Corvey
- Waldon, Alton R. junior (1936–2023), US-amerikanischer Jurist und Politiker
- Waldon, Louis (1934–2013), US-amerikanischer Filmschauspieler
- Waldorf, Duffy (* 1962), US-amerikanischer Berufsgolfer
- Waldorf, Emil (1856–1918), preußischer Offizier, zuletzt Generalleutnant im Ersten Weltkrieg
- Waldorf, Günter (1924–2012), österreichischer Maler, Zeichner und Boxer
- Waldorff, Jerzy (1910–1999), polnischer Autor und Musikkritiker
- Waldorp, Antonie (1803–1866), niederländischer Bühnenbildner, Genre-, Porträt- und Landschaftsmaler, sowie Lithograf
- Waldöstl, Franz (1793–1871), böhmischer Stadtrichter, Steuereinnehmer und Notar
- Waldow und Reitzenstein, Eduard von (1796–1873), preußischer Rittergutsbesitzer und Politiker
- Waldow und Reitzenstein, Karl von (1818–1888), deutscher Jurist, Rittergutsbesitzer und Politiker, MdR
- Waldow und Reitzenstein, Karl von (1858–1945), deutscher Rittergutsbesitzer, Förster und Politiker, MdR
- Waldow, Achatz von (1852–1904), deutscher Offizier, Rittergutsbesitzer und Parlamentarier
- Waldow, Alexander von (1923–2023), deutscher Architekt
- Waldow, Arnold Christoph von (1672–1743), preußischer Militär und Adliger, Gouverneur von Breslau
- Waldow, Edmund (1844–1921), deutscher Architekt und sächsischer Baubeamter
- Waldow, Ernst (1893–1964), deutscher Schauspieler
- Waldow, Friedrich (1915–2013), deutscher Gehörlosenaktivist
- Waldow, Friedrich Siegmund von (1682–1743), königlich-preußischer Generalmajor, Chef des Altpreußischen Kürassierregiments Nr. 8
- Waldow, Gisela von (* 1930), deutsche Künstlerin
- Waldow, Hermann (1800–1885), deutscher Pharmazeut, Naturwissenschaftler und Dichter
- Waldow, Karl von (1828–1896), deutscher Versicherungsmanager
- Waldow, Karl Wilhelm von (1777–1836), preußischer Generalmajor
- Waldow, Mario (* 1966), deutscher Fußballspieler
- Waldow, Rudolf von (1824–1891), preußischer Generalleutnant und Kommandeur der 3. Division
- Waldow, Sigismund Rudolf von (1672–1735), preußischer Generalmajor, Chef des Regiments „Waldow zu Fuß“
- Waldow, Stephanie (* 1970), deutsche Literaturwissenschaftlerin
- Waldow, Ulrich von (1863–1936), deutscher Verwaltungsbeamter
- Waldow, Wilhelm von (1856–1937), deutscher Politiker (DNVP)
- Waldow, William F. (1882–1930), US-amerikanischer Politiker
- Waldow, Wolf von (* 1962), deutscher Künstler
- Waldowski, Julian (1854–1912), deutscher Porträt- und Historienmaler der Düsseldorfer Schule
- Waldowski, Lothar, deutscher Basketballspieler und -trainer sowie Sportwissenschaftler
- Waldowsky, Andreas (* 1967), deutscher Politiker (GAL), MdHB

### Waldr
- Waldrada, Friedelfrau des fränkischen Königs Lothar II.
- Waldrada, Ehefrau des Dogen von Venedig
- Waldraff, Eduard (1901–1995), deutscher Maler, Grafiker und Kunsterzieher
- Waldraff, Matthias (* 1952), deutscher RechtsanwaltMatthias Waldraff (* 1952)

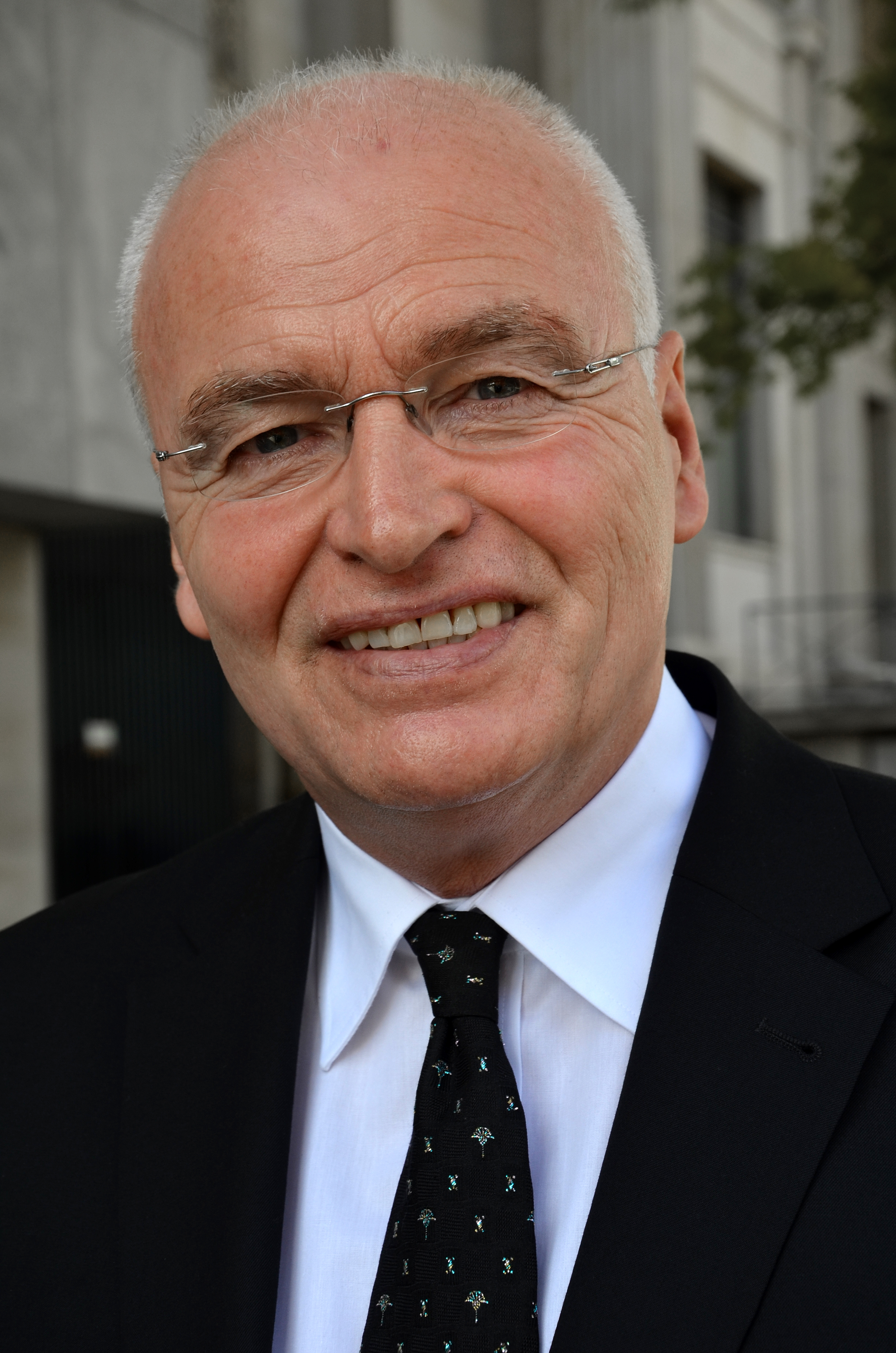
Matthias Waldraff (* 1952)

- Waldraff, Patrick (* 1987), deutscher Politiker (CDU)
- Waldraff, Paul (1870–1917), deutscher Grafiker
- Waldraff, Tilmann (* 1937), deutscher Kulturmanager und Anglist
- Waldram, Bibliothekar des Klosters St. Gallen
- Waldren, William (1924–2003), US-amerikanischer Bildhauer, Maler und Prähistoriker
- Waldrep, George Calvin (* 1968), US-amerikanischer Dichter und Historiker
- Waldric, englischer Lordkanzler und Siegelbewahrer
- Waldrich von Passau († 804), Bischof von Passau
- Waldrich, Hans-Peter (* 1944), deutscher Politikwissenschaftler und Autor
- Waldrich, Oskar (1880–1967), deutscher Unternehmer
- Waldrich, Otto (1923–2017), deutscher Unternehmer
- Waldritter, Bella (1886–1974), deutsche Sopranistin und Schauspielerin
- Waldron, Alfred M. (1865–1952), US-amerikanischer Politiker
- Waldron, Charles (1874–1946), US-amerikanischer Schauspieler
- Waldron, Henry (1819–1880), US-amerikanischer Politiker
- Waldron, Mal (1925–2002), US-amerikanischer JazzpianistMal Waldron (1925–2002)

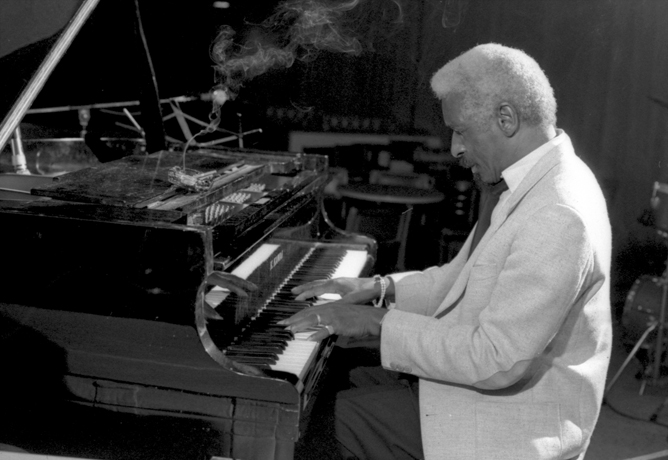
Mal Waldron (1925–2002)

- Waldron, Mala (* 1958), amerikanische Jazz- und R-&-B-Musikerin
- Waldron, Mary (* 1984), irische Cricket- und Fußballspielerin
- Waldron, Nick (* 1982), neuseeländischer Fußballschiedsrichter
- Waldron, Ron (* 1933), walisischer Rugbyspieler und -trainer
- Waldron, Shawna (* 1982), US-amerikanische Schauspielerin
- Waldrop, Howard (1946–2024), US-amerikanischer Science-Fiction-Schriftsteller
- Waldrop, Keith (1932–2023), US-amerikanischer Dichter, Schriftsteller, Übersetzer und Hochschullehrer
- Waldrop, Rosmarie (* 1935), deutschamerikanische Poetin, Übersetzerin und Verlegerin
- Waldrop, Tony (1951–2022), US-amerikanischer Mittelstreckenläufer
- Waldrum, Randy (* 1956), US-amerikanischer Fußballspieler und -trainer

### Walds
- Waldschmidt, Anne (* 1958), deutsche Soziologin
- Waldschmidt, Arno (1936–2017), deutscher Zeichner und Grafiker
- Waldschmidt, Arnold (1873–1958), deutscher Bildhauer und Maler
- Waldschmidt, Brigitte (* 1958), deutsche Designerin, Buchautorin und Künstlerin
- Waldschmidt, Ernst (1897–1985), deutscher Orientalist und Indologe
- Waldschmidt, Fritz (1862–1937), deutscher Landrat
- Waldschmidt, Heinrich (1843–1927), deutscher Genre-, Porträt- und Historienmaler der Düsseldorfer Schule
- Waldschmidt, Henkie (* 1988), niederländischer Rennfahrer
- Waldschmidt, Hermann (1862–1930), deutscher Mühlengutsbesitzer und Landtagsabgeordneter in Waldeck
- Waldschmidt, Johann Jakob (1644–1689), hessischer Mediziner und Hochschullehrer an der Universität Marburg
- Waldschmidt, Johann Martin (1650–1706), deutscher Jurist, Gelehrter, Kunstsammler und Bibliothekar
- Waldschmidt, Julius (1811–1900), deutscher Gutsbesitzer und Landtagsabgeordneter im Fürstentum Waldeck
- Waldschmidt, Luca (* 1996), deutscher FußballspielerLuca Waldschmidt (* 1996)

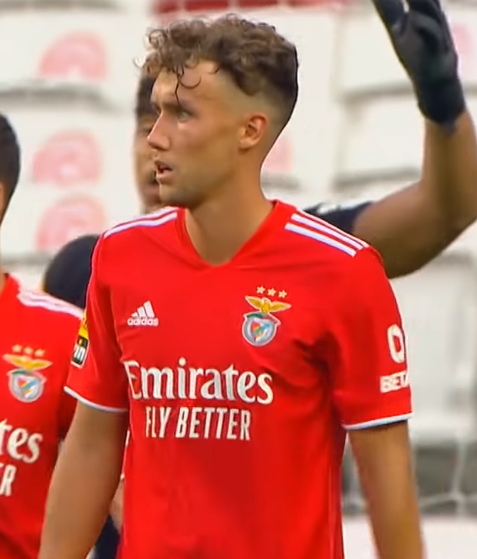
Luca Waldschmidt (* 1996)

- Waldschmidt, Ludwig (1886–1957), deutscher Maler und Grafiker
- Waldschmidt, Max (1874–1931), deutscher Arzt und Politiker (DNVP), Landtagsabgeordneter Waldeck
- Waldschmidt, Michel (* 1946), französischer Mathematiker
- Waldschmidt, Olga (1898–1972), deutsche Bildhauerin
- Waldschmidt, Oswald (1879–1949), Landtagsabgeordneter Waldeck
- Waldschmidt, Otto, deutscher Fußballspieler
- Waldschmidt, Paul Edward (1920–1994), US-amerikanischer Ordensgeistlicher und Weihbischof in Portland in Oregon
- Waldschmidt, Theodor (1776–1841), Verwaltungsjurist und Abgeordneter im Fürstentum Waldeck
- Waldschmidt, Volker (* 1974), deutscher Schauspieler
- Waldschmidt, Walther (1860–1932), deutscher Manager und Politiker
- Waldschmidt, Werner (* 1929), deutscher Fußballspieler
- Waldschmidt, Wilhelm Hulderich (1669–1731), hessischer Mediziner und Hochschullehrer
- Waldschmidt-Nelson, Britta (* 1965), deutsche Kulturwissenschaftlerin
- Waldschmiedt, Johann Wilhelm (1682–1741), deutscher Rechtswissenschaftler, Philosoph und Hochschullehrer
- Waldschütz, Erwin (1948–1995), österreichischer Philosoph
- Waldseemüller, Martin († 1520), deutscher KartografMartin Waldseemüller († 1520)

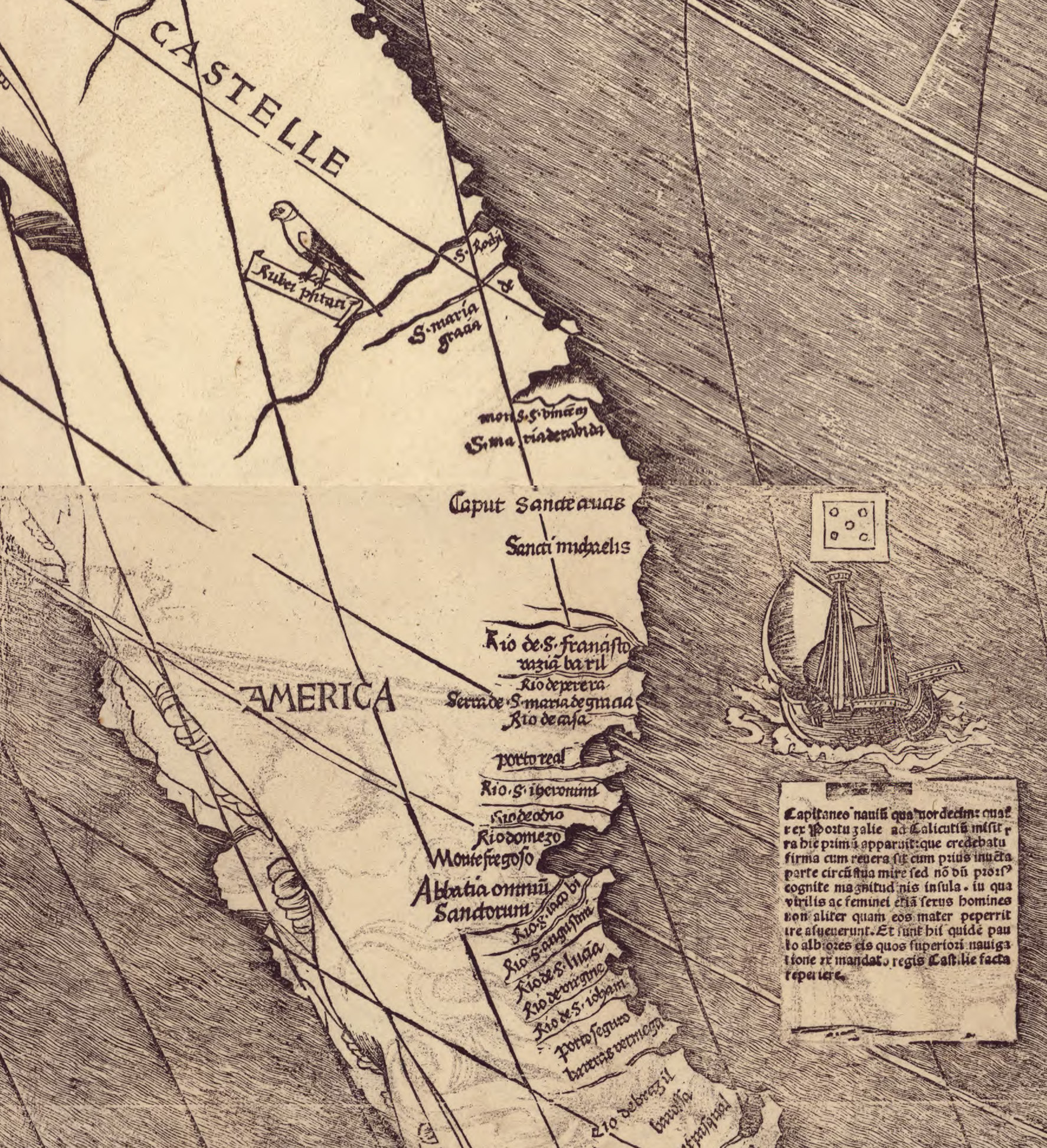
Martin Waldseemüller († 1520)

- Waldspurger, Jean-Loup (* 1953), französischer Mathematiker
- Waldstätten, Alfred von (1872–1952), österreichischer Offizier
- Waldstätten, Egon von (1875–1951), österreichischer Offizier und Militärschriftsteller
- Waldstätten, Franz Georg Dominik von (1775–1843), österreichischer Offizier
- Waldstätten, Georg von (1815–1881), österreichischer Offizier
- Waldstätten, Georg von (1837–1918), österreichischer Offizier
- Waldstätten, Johann Baptist Ignaz von (1772–1841), österreichischer Beamter, Jurist
- Waldstätten, Johann Baptist von (1833–1914), österreichischer Offizier und Lehrer und Militärschriftsteller
- Waldstätten, Johann Siegmund Hayek von (1661–1737), österreichischer Beamter und Diplomat
- Waldstätten, Nora (* 1981), österreichische SchauspielerinNora Waldstätten (* 1981)

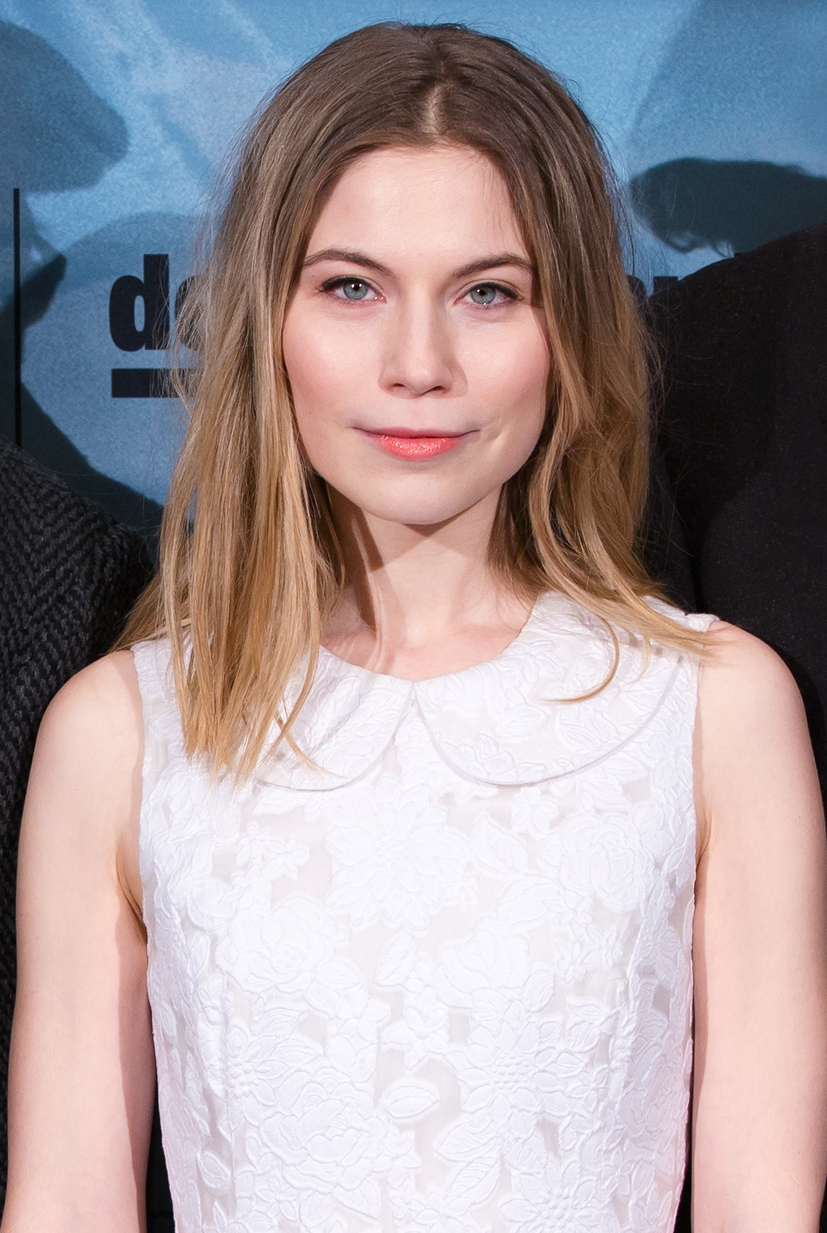
Nora Waldstätten (* 1981)

- Waldstein, Adam von (1570–1638), Oberstburggraf in Böhmen, Freiherr
- Waldstein, Agnes (1900–1961), deutsche Kunsthistorikerin und judenchristliche Aktivistin
- Waldstein, Angelus (1931–2023), deutscher Ordensgeistlicher, Mönch der Benediktinerabtei Ettal
- Waldstein, Benedikt von († 1505), böhmischer Adliger, römisch-katholischer Geistlicher, Bischof von Cammin
- Waldstein, Charles (1856–1927), englisch-amerikanischer Klassischer Archäologe
- Waldstein, Emmanuel Ernst von (1716–1789), Bischof von Leitmeritz
- Waldstein, Ernst Franz von (1821–1904), Freiherr von Münchengrätz und Dux, erbliches Mitglied des Herrenhauses des österreichischen Reichsrates
- Waldstein, Felix (1865–1943), deutscher Jurist und liberaler Politiker (FVP, DDP), MdR
- Waldstein, Ferdinand Ernst von (* 1624), Bevollmächtigter des Kaisers Ferdinand III. beim Westfälischen Friedenskongress in Münster und Osnabrück
- Waldstein, Hašek von, böhmischer Adeliger, Heerführer in den Hussitenkriegen und böhmischer Münzmeister
- Waldstein, Jakob (1810–1876), deutscher Erfinder, Optiker und Unternehmer
- Waldstein, Johann Friedrich von (1642–1694), Bischof von Königgrätz; Erzbischof von Prag
- Waldstein, Johann Josef von (1684–1731), böhmischer Adliger, Unternehmer und Mäzen; Oberstmarschall von Böhmen
- Waldstein, Karl Ernst von (1661–1713), österreichischer Diplomat
- Waldstein, Karl Ferdinand von (1634–1702), k.k. Gesandter, Oberstkämmerer und Träger des Goldenen Vließ
- Waldstein, Ladislav Burian von (1596–1645), böhmischer Adliger und kaiserlicher Generalwachtmeister
- Waldstein, Max (1836–1919), deutscher Optiker, österreichischer Ministerialbeamter, Schriftsteller und Ehrenbürger der Stadt Bad Ischl
- Waldstein, Maximilian von (1598–1655), böhmischer AdligerMaximilian von Waldstein (1598–1655)

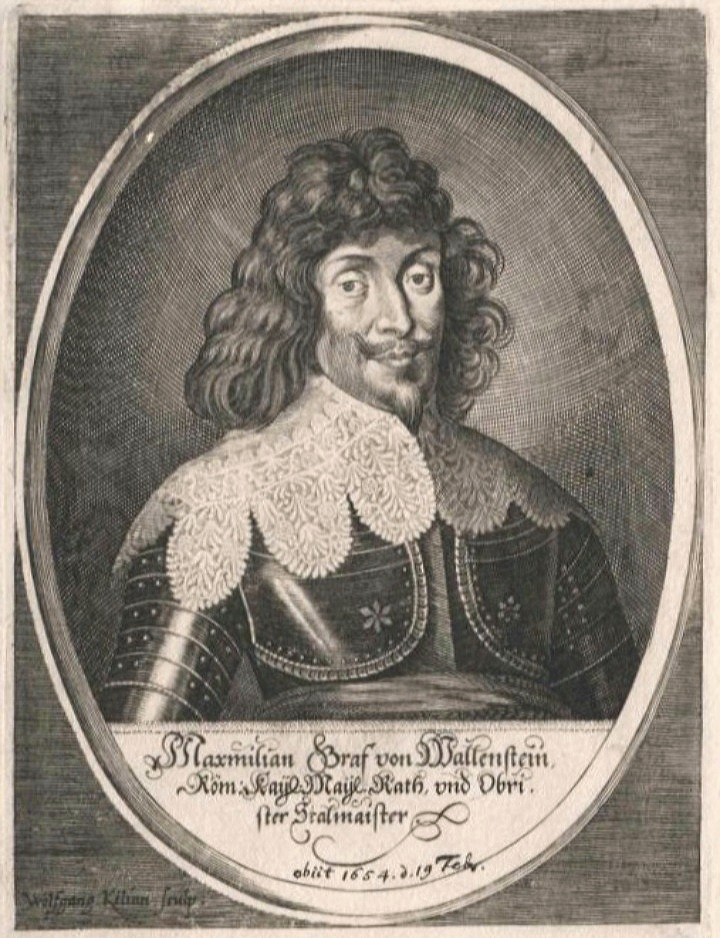
Maximilian von Waldstein (1598–1655)

- Waldstein, Mella (* 1964), österreichische Journalistin und Publizistin
- Waldstein, Michael (* 1954), österreichisch-amerikanischer römisch-katholischer Theologe
- Waldstein, Otto (1878–1936), österreichischer Optiker
- Waldstein, Simon (1837–1902), österreichischer Optiker
- Waldstein, Thor von (* 1959), deutscher Rechtsanwalt und Publizist
- Waldstein, Wilhelm (1897–1974), österreichischer Schriftsteller, Komponist und Pädagoge
- Waldstein, Wolfgang (1928–2023), österreichischer Rechtshistoriker, Professor für Römisches Recht
- Waldstein-Wartenberg, Emanuel Philibert von (1731–1775), Adliger
- Waldstein-Wartenberg, Ferdinand Ernst von (1762–1823), Generalleutnant der britischen Armee, Komtur des Deutschen Ordens und ein Förderer von Ludwig van Beethoven
- Waldstein-Wartenberg, Franz Adam von (1759–1823), österreichischer Botaniker
- Waldstein-Wartenberg, Georg (* 1942), österreichischer Wirtschaftsjournalist und Publizist
- Waldstein-Wartenberg, Johann Friedrich von (1756–1812), Fürstbischof von Seckau
- Waldstetter, Ruth (1882–1952), Schweizer Schriftstellerin und Journalistin

### Waldt
- Waldt, Anton (* 1966), deutscher Journalist, Schriftsteller und Musiker
- Waldt, Franz Wilhelm Mohr von († 1643), kaiserlicher Obrist im Dreißigjährigen Krieg
- Waldt, Gustav (1883–1959), deutscher Lehrer, Dichter und Schriftsteller
- Waldteufel, Émile (1837–1915), Elsässer Musiker und KomponistÉmile Waldteufel (1837–1915)

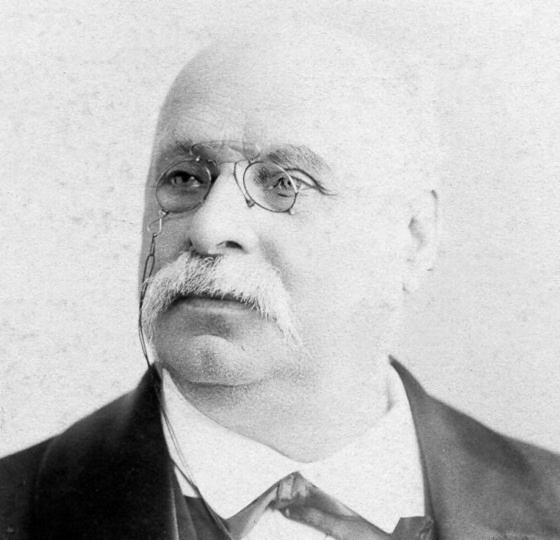
Émile Waldteufel (1837–1915)

- Waldteufel, Emile (* 1944), US-amerikanischer Radrennfahrer
- Waldthaler, Tilmann (* 1942), italienisch-australisch-deutscher Fahrrad-Weltenbummler, Autor und Fotograf
- Waldthausen, Albert von (1834–1924), deutscher Privatbankier
- Waldthausen, Bruno von (1862–1926), Jurist und Unternehmer, Mitglied des Kurhessischen Kommunallandtags Kassel
- Waldthausen, Ernst von (1811–1883), deutscher Kaufmann
- Waldthausen, Eugen von (1855–1941), deutscher Kaufmann, Stadtverordneter
- Waldthausen, Fritz von (1887–1957), deutscher Bankier
- Waldthausen, Heinrich von (1846–1904), deutscher Gewerke, Politiker und Kommerzienrat
- Waldthausen, Horst von (1907–1933), deutsch-schweizerischer Automobilrennfahrer
- Waldthausen, Hugo Wilhelm von (1853–1931), Bochumer Industrieller
- Waldthausen, Johann Gottfried Wilhelm (1765–1844), deutscher Kaufmann und Bergbaubetreiber
- Waldthausen, Julius von (1858–1935), deutscher Diplomat
- Waldthausen, Magdalene von (1886–1972), deutsche evangelische Frauenhelferin und Politikerin (CDU), MdL
- Waldthausen, Martin Wilhelm (1795–1870), deutscher Kaufmann und Politiker
- Waldthausen, Martin Wilhelm von (1875–1928), preußischer Leutnant
- Waldthausen, Oscar von (1854–1906), deutscher Gewerke, Kommerzienrat
- Waldthausen, Paul von (1897–1965), deutscher Unternehmer, Maler, Fotograf und Innenarchitekt
- Waldthausen, Wilhelm von (1873–1946), deutscher Bankenjurist und Politiker (DNVP), MdL

### Waldu
- Waldung, Wolfgang († 1621), Arzt und Professor für Physik
- Waldungen, Conrad Ludwig Jähring von († 1817), Oberforst- und Wildmeister, Hammerwerksbesitzer
- Waldungen, Franz von (1793–1859), großherzoglich sachsen-weimarischer Kammerherr und Hausmarschall
- Waldus, Maruschka (* 1992), niederländische Fußballspielerin

### Waldv
- Waldvogel, Anton (1846–1917), österreichischer Techniker und Verkehrsplaner
- Waldvogel, Christian (* 1971), Schweizer Künstler und Architekt
- Waldvogel, Florian (* 1969), deutscher Kurator
- Waldvogel, Georg (* 1961), deutscher Skispringer
- Waldvogel, Gian (* 1990), Schweizer Politiker (Grüne)
- Waldvogel, Nicolas (* 2003), Schweizer Handballspieler
- Waldvogel, Siegfried R. (* 1969), deutscher Chemiker, Elektrochemiker und Hochschullehrer
- Waldvogel-Frei, Bruno (* 1961), Schweizer reformierter Pfarrer und Kulturschaffender
- Waldvogt, Heinrich (1892–1976), deutscher Politiker (DDP, SPD)